# Biserica de lemn din Mănăstirea Moisei

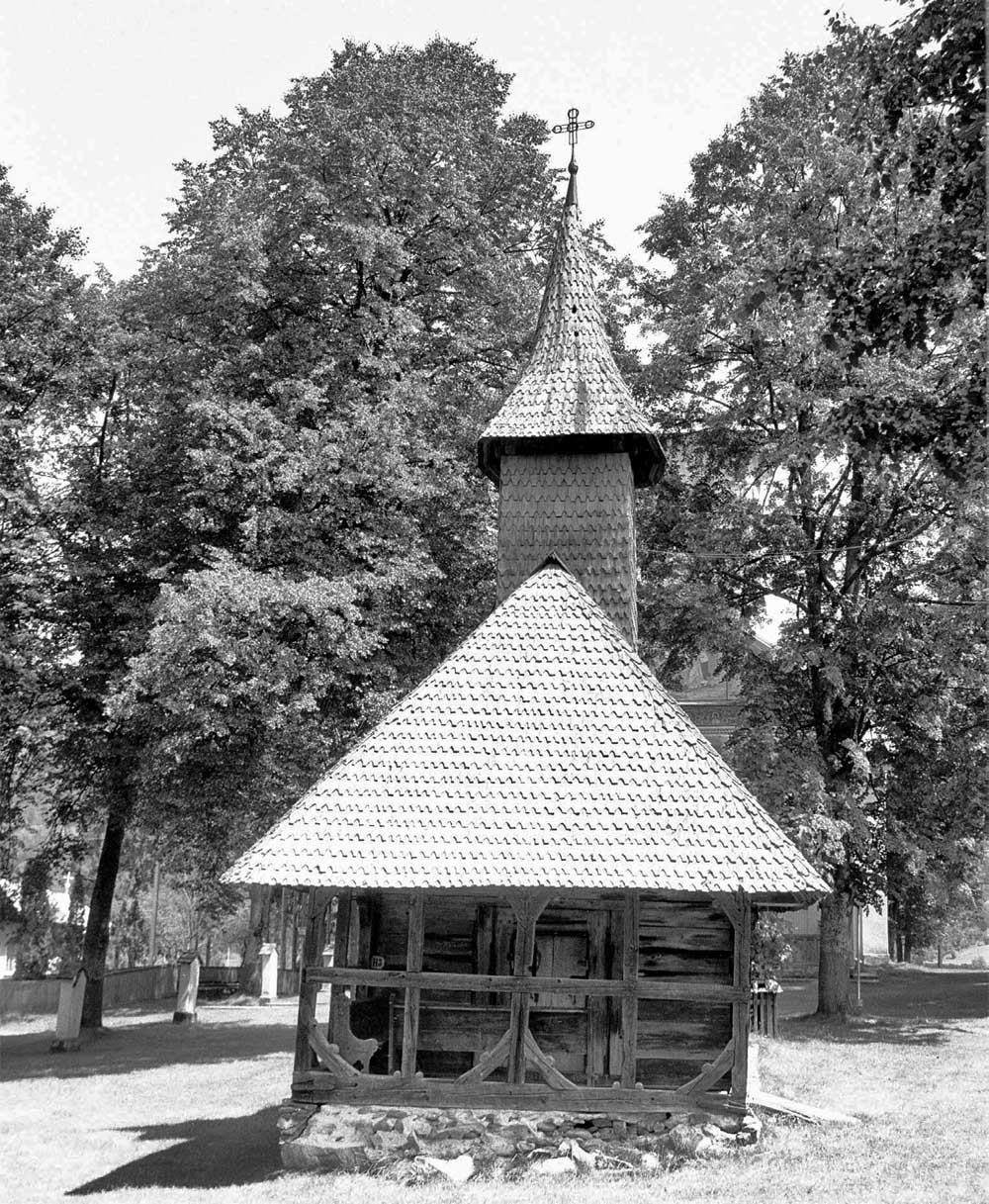
Mănăstirea Moisei - forma actuală a bisericii de lemn datează de prin 1750

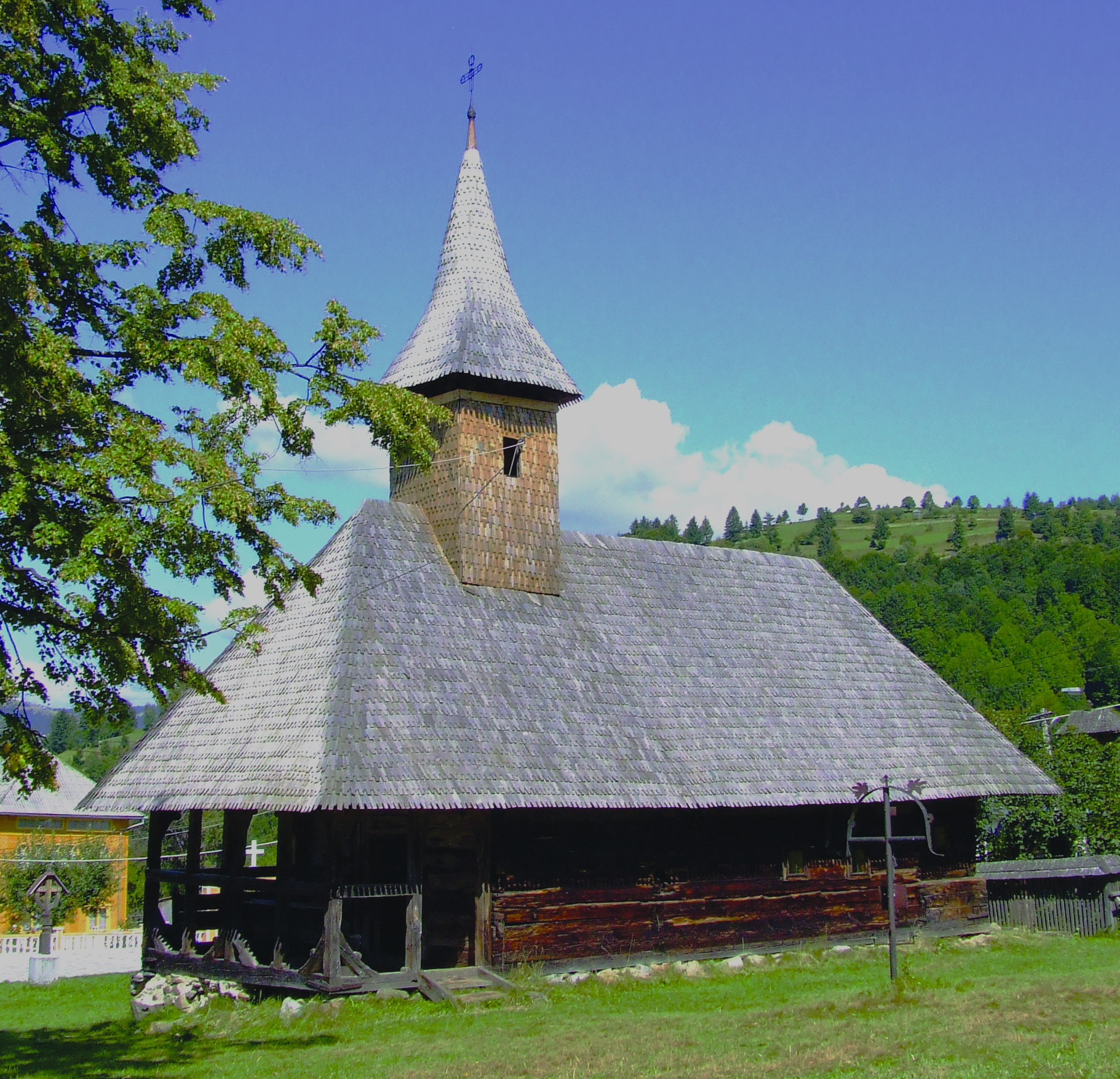
Mănăstirea Moisei, Maramureș, 2008

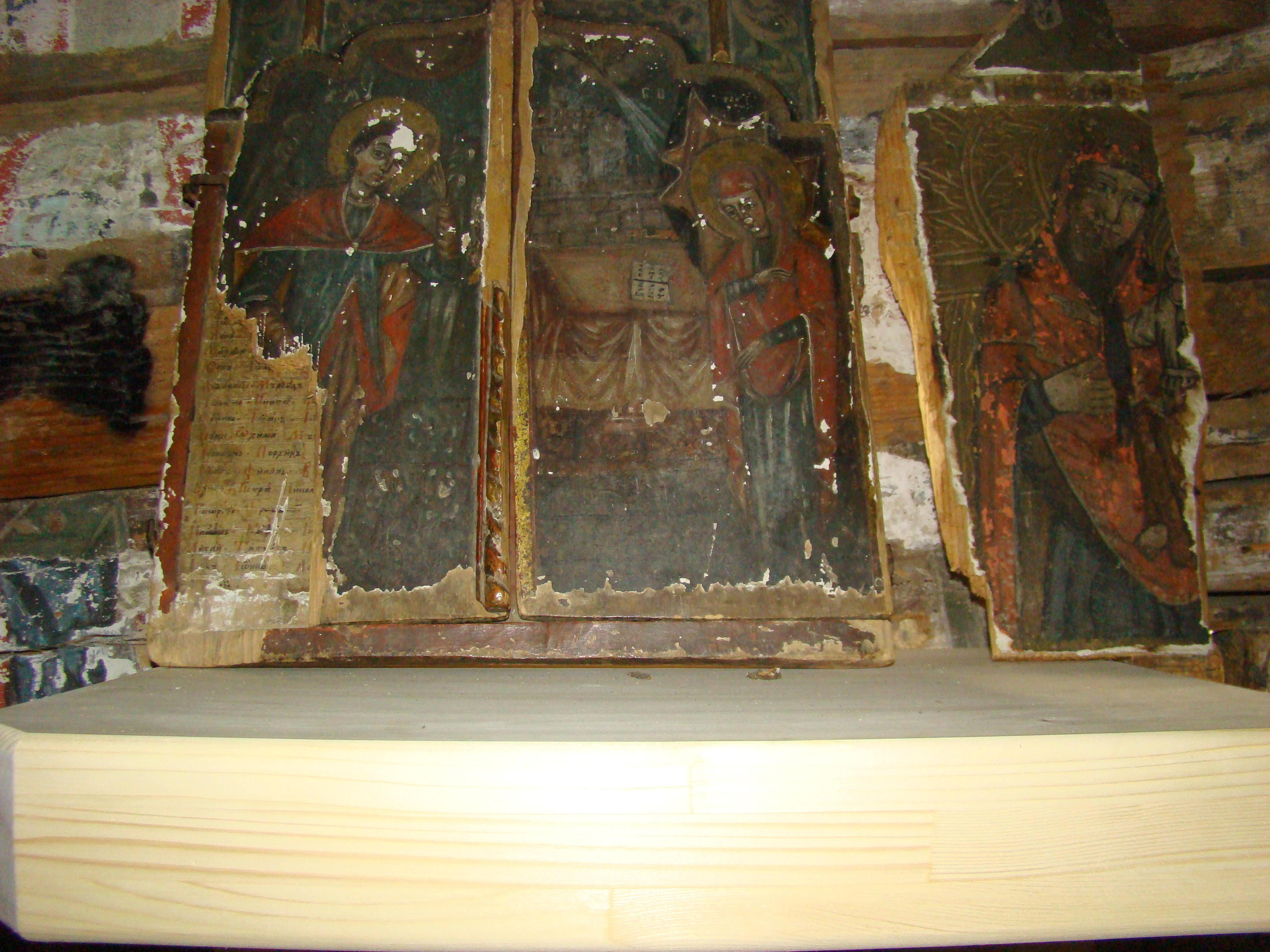
Pomelnicul (în partea stângă), în care e amintit mitropolitul Sava Brancovici

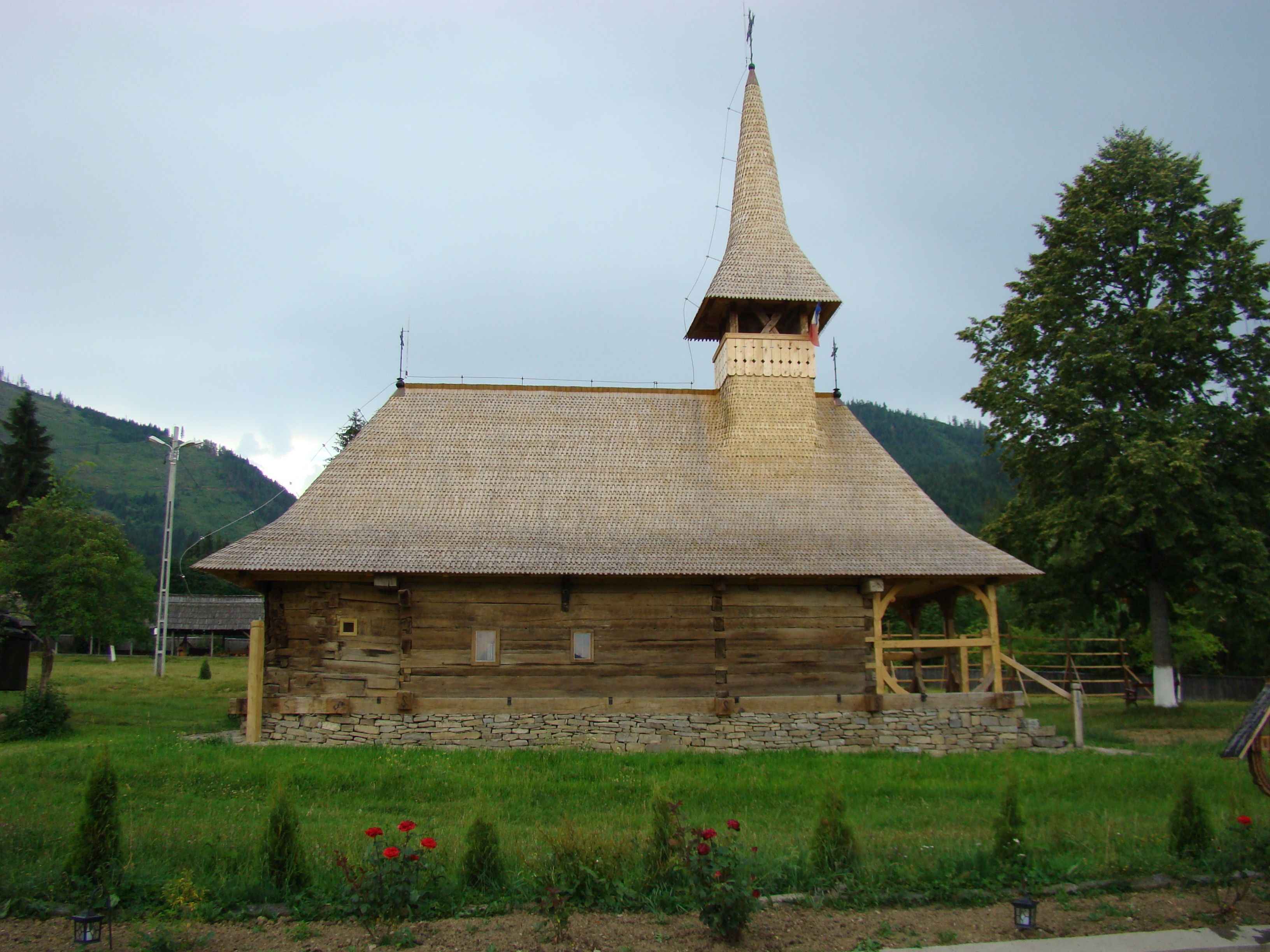
Biserica de lemn din Mănăstirea Moisei, județul Maramureș, foto: iulie 2012.

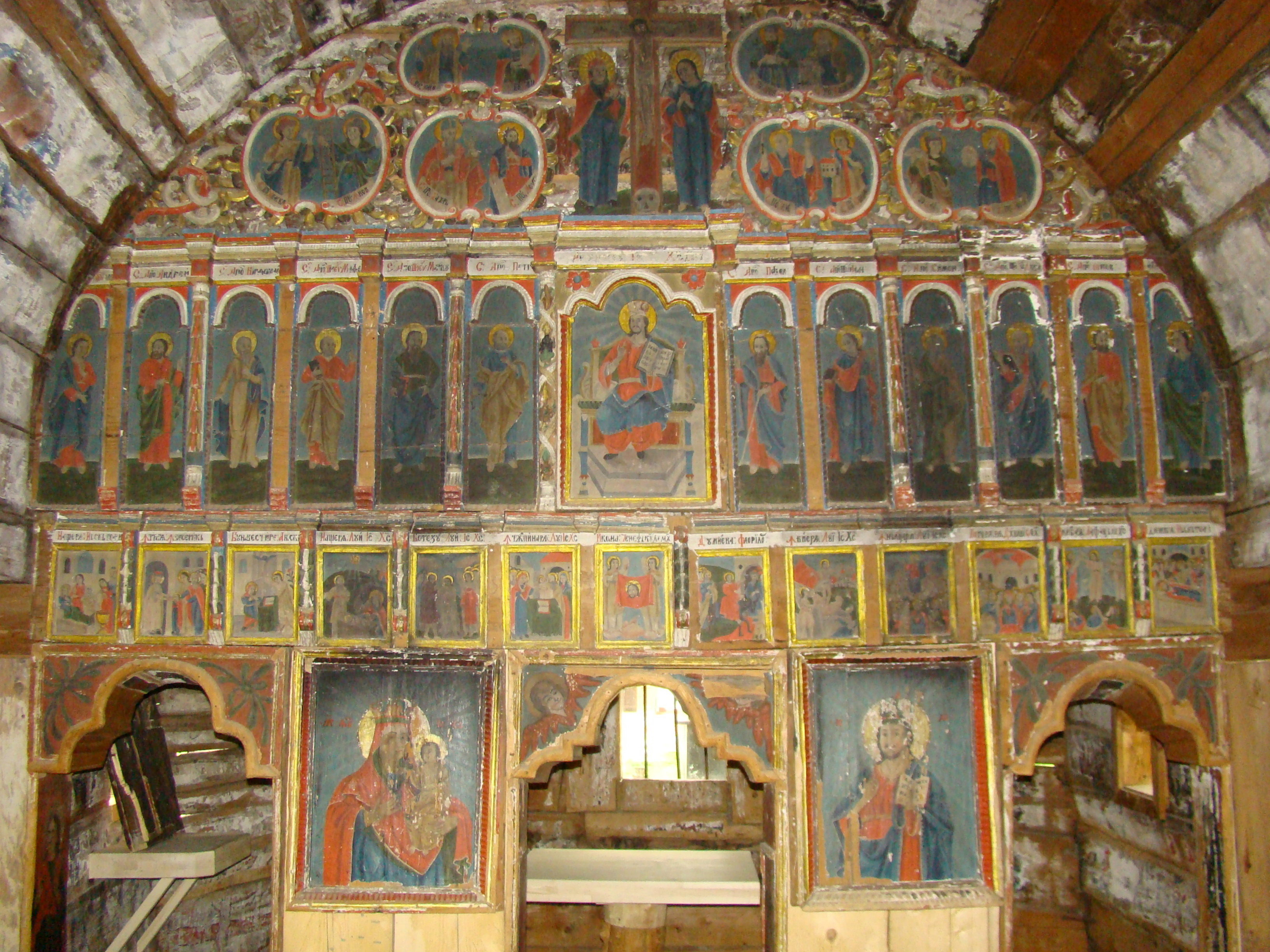
Iconostasul

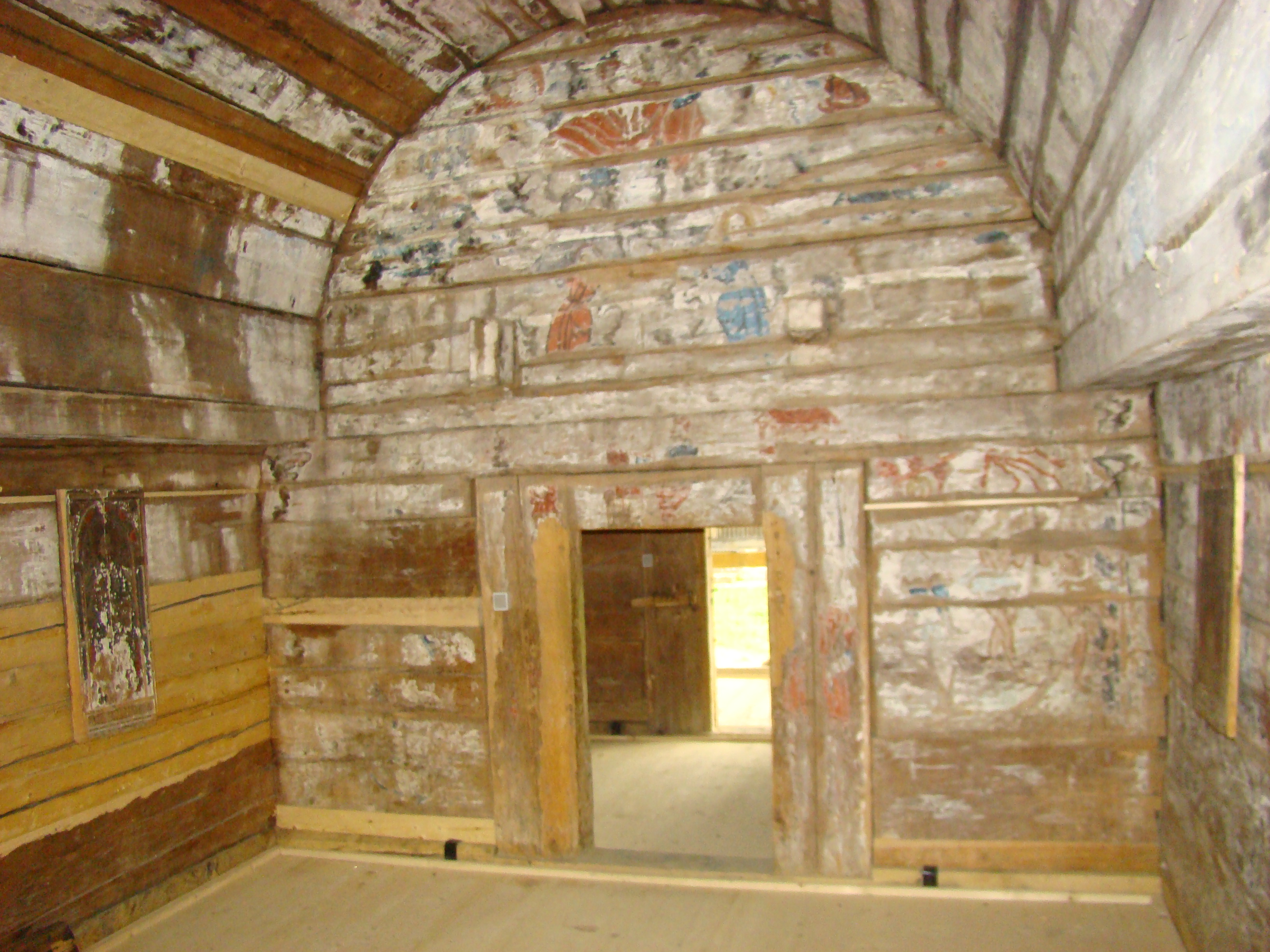
Nava spre ieșire

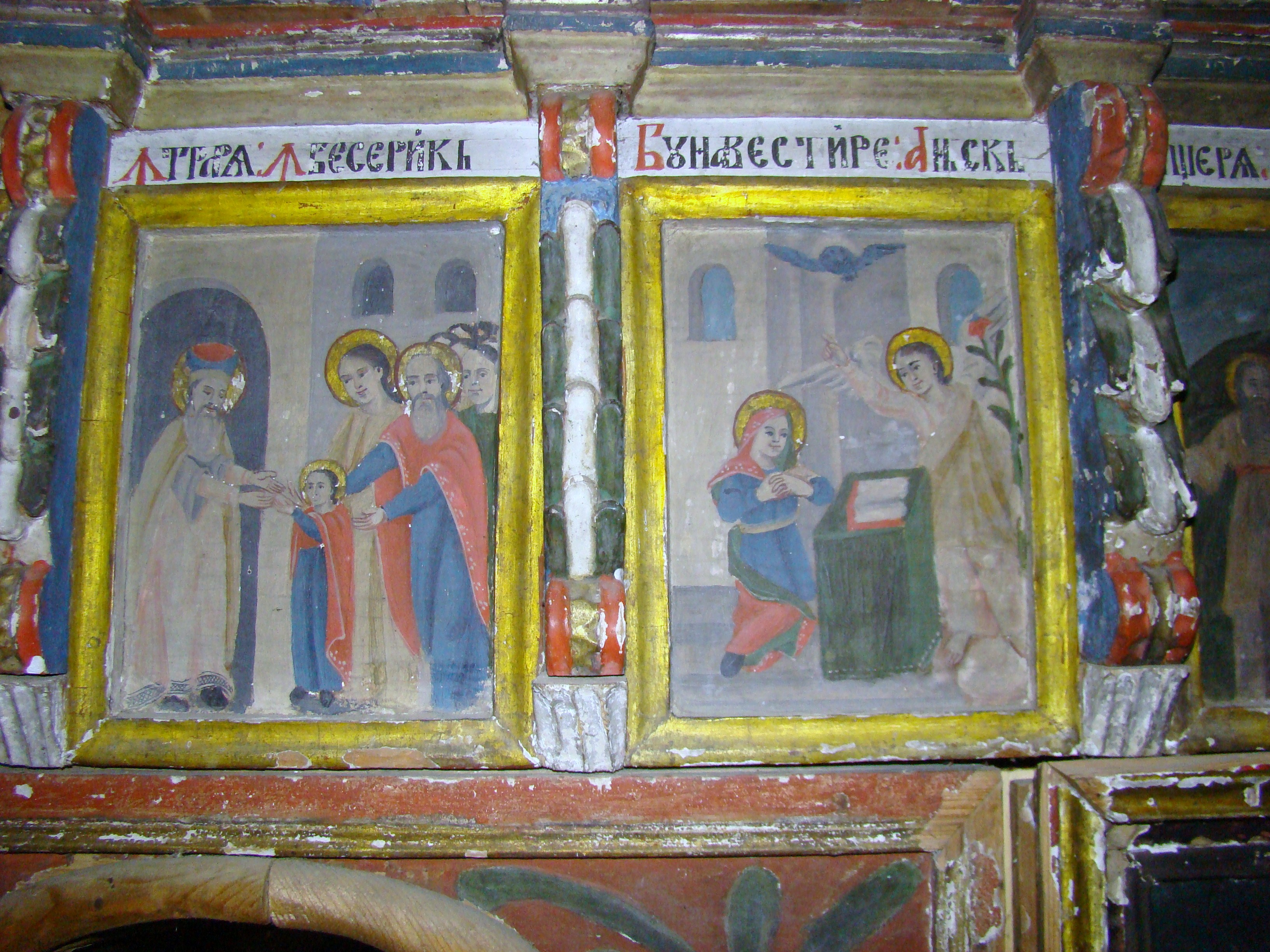
Iconostasul (detaliu): Prezentarea la templu a Fecioarei; Buna Vestire

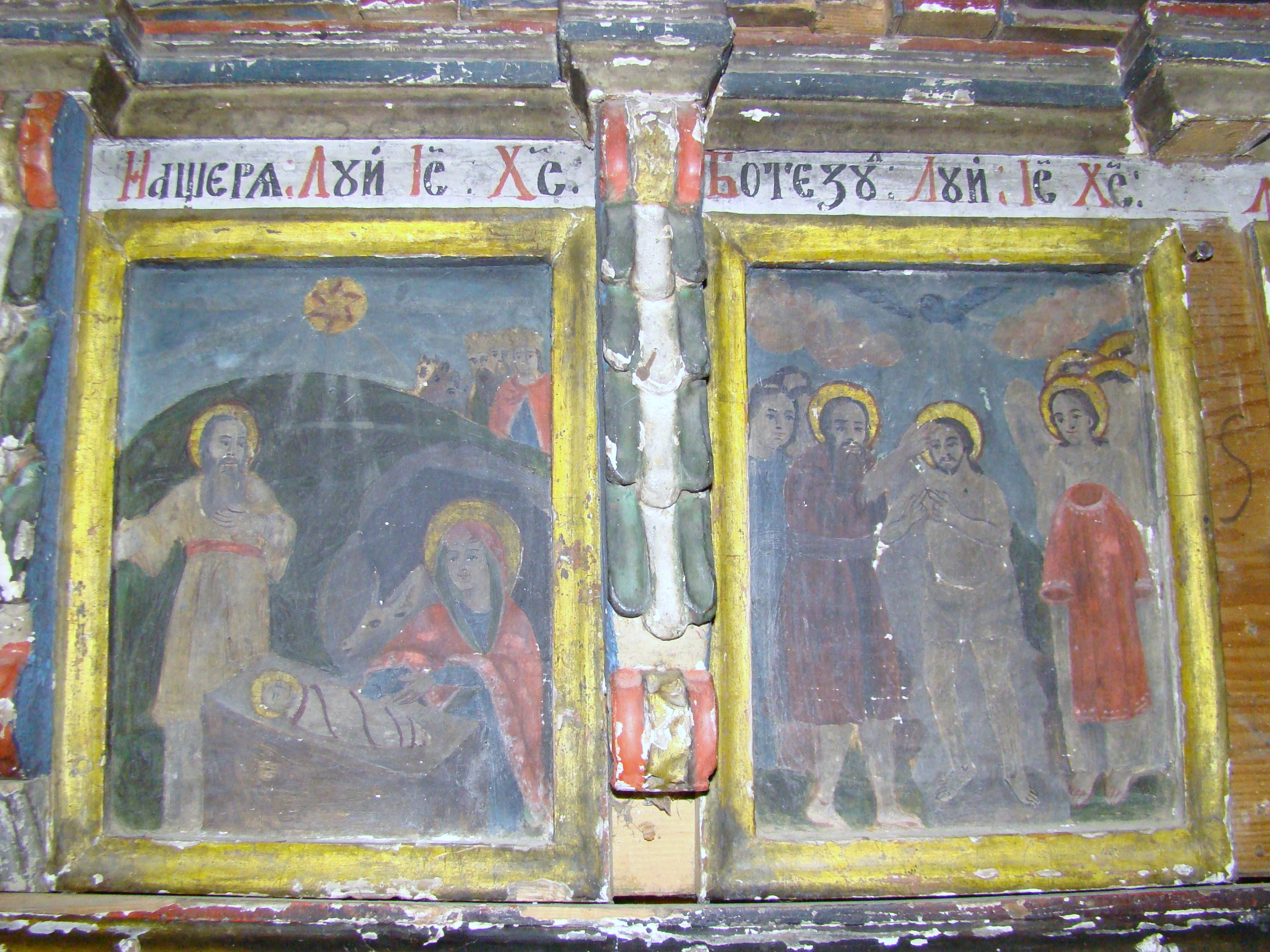
Iconostasul (detaliu): Nașterea lui Isus; Botezul Domnului

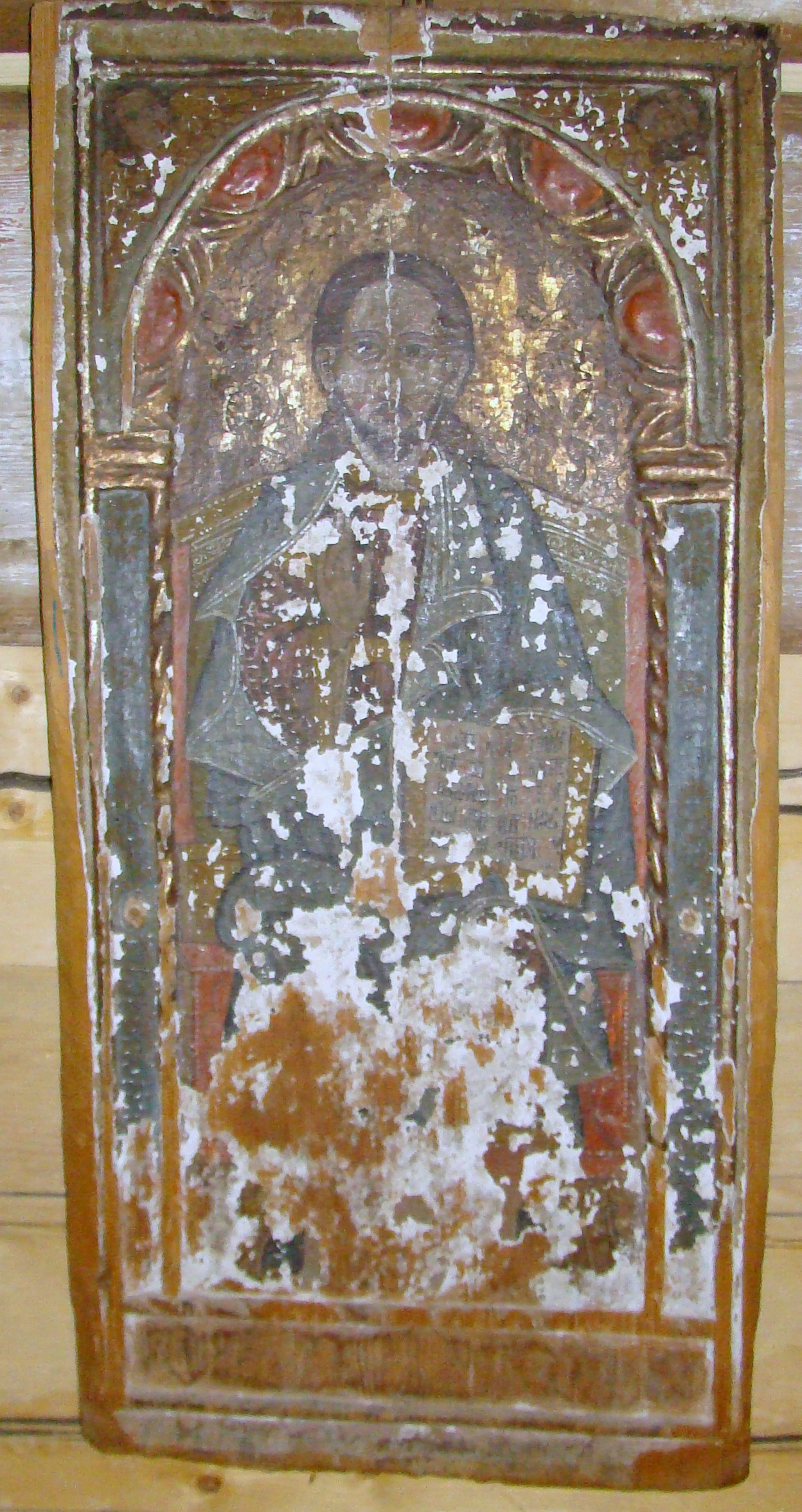
Isus Pantocrator

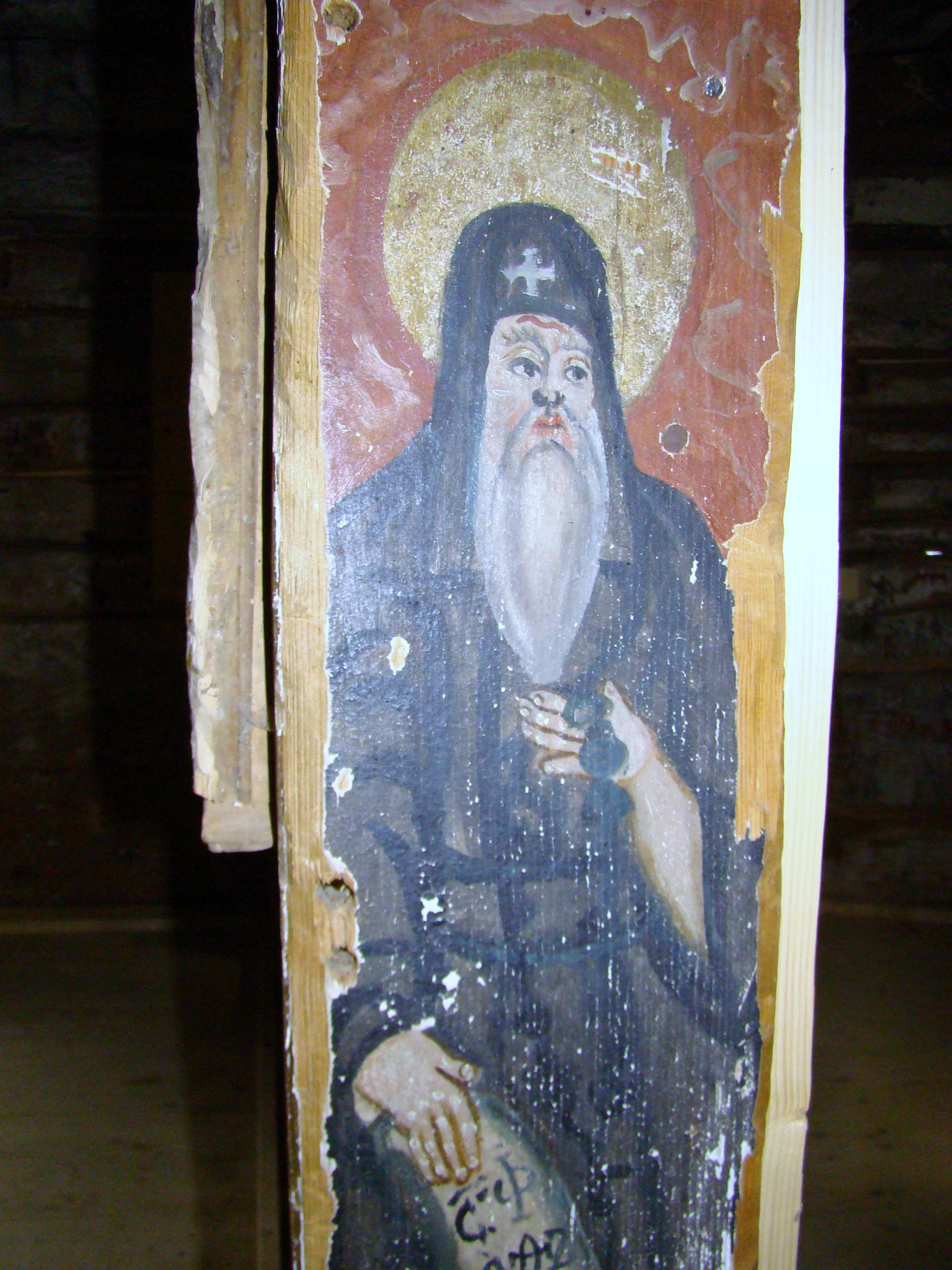
Sfinții Ierarhi

Biserica de lemn din Mănăstirea Moisei, Maramureș, se pune că ar fi fost construită pe la 1600, însă a fost sfințită doar în 1672. În jurul ei a funcționat o obște de călugări cu un rol important pentru românii maramureșeni după dispariția centrului religios de la Mănăstirea Peri în anii 1660. Actuala formă a bisericii de lemn dtează cam de pe la 1750, conform Șematismului Bisercii greco-catolice de la 1932. Pelerinajele cu ocazia sărbătorii Sfânta Maria Mare la această mănăstire sunt documentate din 1873. Acestea au contribuit atât la renumele locului în secolul 19 și 20 cât și la salvarea bisericii de lemn în perioade de inactivitate. Lângă mica biserică de lemn a fost construită în 1911 o nouă biserică de zid, pe când Moiseiul ținea de Episcopia greco-catolică de Cluj-Gherla.

## Datare
Se spune că biserica de lemn a Mănăstirii Moisei a fost ctitorită de protopopul Ierașului de sus, preotul Mihai Pop Coman, înșă a fost sfințită și consacrată la 1672 de catre mitropolitul Sava Brancovici al Ardealului, de care, atunci, ținea și Maramureșul. În Șematismele Bisercii greco-catolice de pe la 1900 apare anul 1750, de când datează actuala formă construită a bisercii de lemn. Bisericuța de lemn a mai fost renovată prin anul anul 2011, dată când a fost renovată și pictura din interior.

## Istoric și trăsături
Centrul monahal de la Moisei, cu mica sa mănăstire de lemn, așezată la poalele muntelui Pietrosul Rodnei,  pe valea denumită Izvorul Negru, a fost înființat, după unele cercetări mai recente, încă din veacul al XIV-lea, iar după autorii mai vechi (vicarul unit Tit Bud, Ioan Bârlea, Atanasie Popa) la începutul secolului al XVII-lea.  Documentar mănăstirea este amintită doar din 1637, când aici își avea reședința episcopul Dumitru Pop. În 1672 are loc sfințirea actualei biserici de lemn de către mitropolitul Ardealului Sava Brancovici.  În anul 1682 egumen al Mănăstirii Moisei era un anume Timotei Brașoveanu. Însemnările de pe cărțile ce au aparținut mănăstirii, ne vorbesc despre legăturile numeroase pe care le-a avut această mănăstire cu alte centre culturale românești ale epocii.
De mici dimensiuni, biserica de lemn de la Mănăstirea Moisei are înfățișarea monumentelor de lemn din veacul al XVII-lea.  Absida poligonală a altarului este legată prin trei deschideri de naosul acoperit cu o boltă semicilindrică, iar deasupra pronaosului tăvănit se ridică micul turn-clopotniță, ce este acoperit de un coif de mici dimensiuni. Pe pereții interiori,  în special pe bolți, se mai păstrează vagi fragmente din pictura parietală (visul lui Iacob, Cei patru Evangheliști).
În Mănăstirea Moisei a ființat un centru de pictură încă de la începutul secolului al XVIII-lea. De la acești zugravi se conservă în biserică trei frumoase icoane (Adormirea Maicii Domnului, Isus Pantocrator, Sfântul Nicolae). Zugravii de la Moisei realizează în pictura lor o sinteză între stilul tradițional postbizantin și arta renascentistă a epocii. Picturile lor se află și în alte biserici ale Maramureșului (Poienile Izei, Vișeu de Mijloc, Mănăstirea Giulești), dar și în Țara Năsăudului. Alături de biserica de lemn se află biserica construită în 1911 în stil neoclasic ridicată pe vremea când Moiseiul ținee a de Episcopia greco-catolică de Cluj-Gherla .

## Imagini din interior

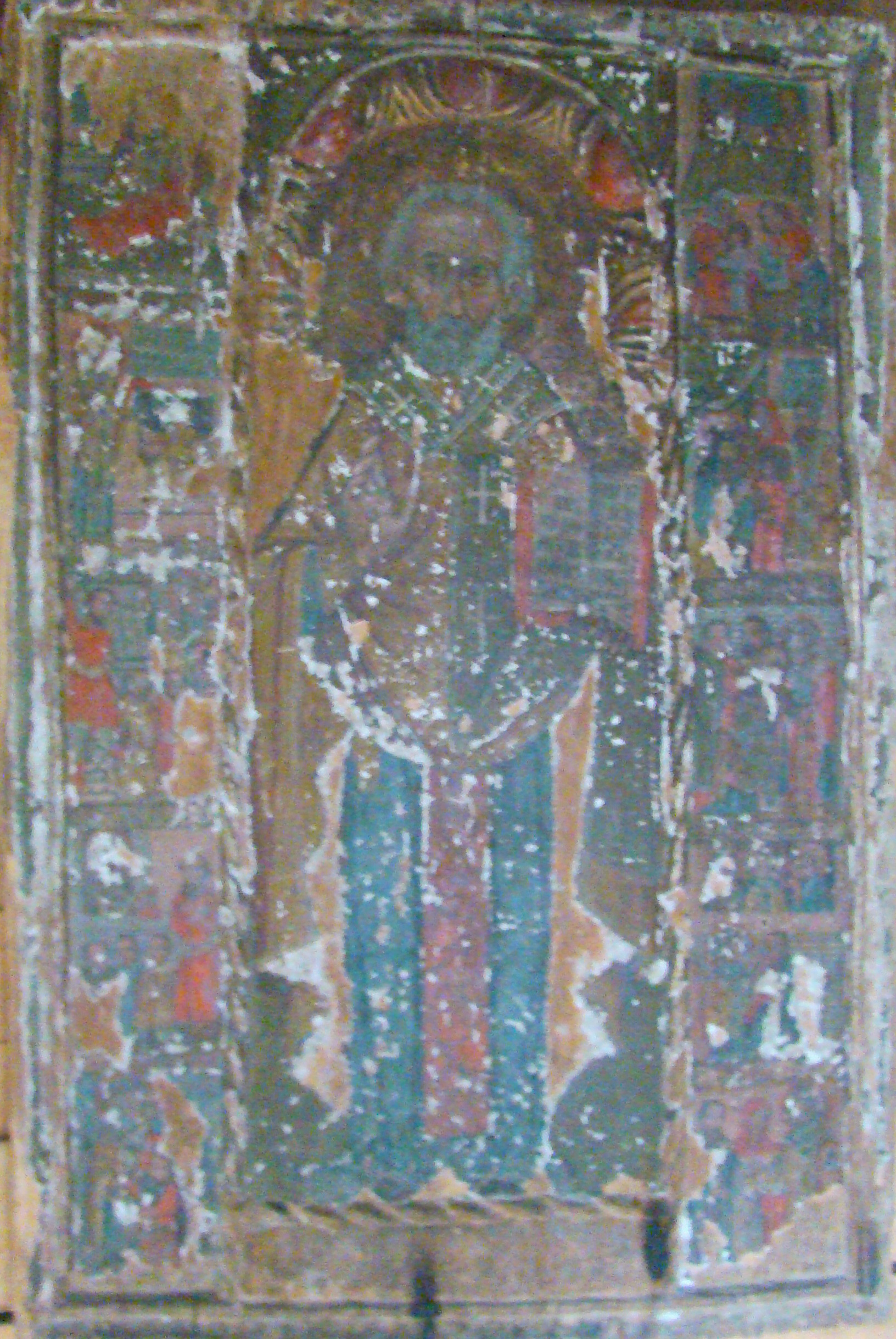
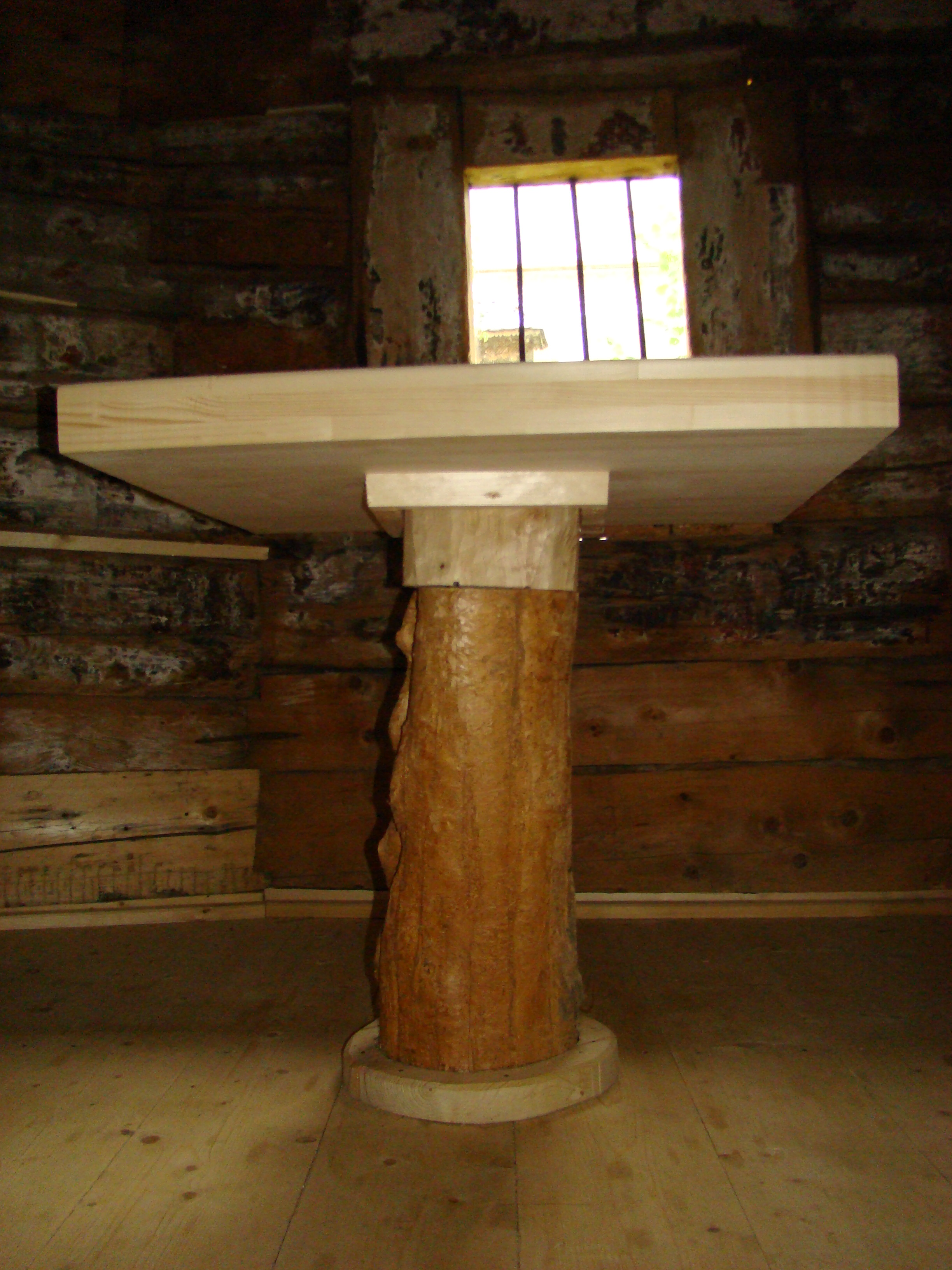
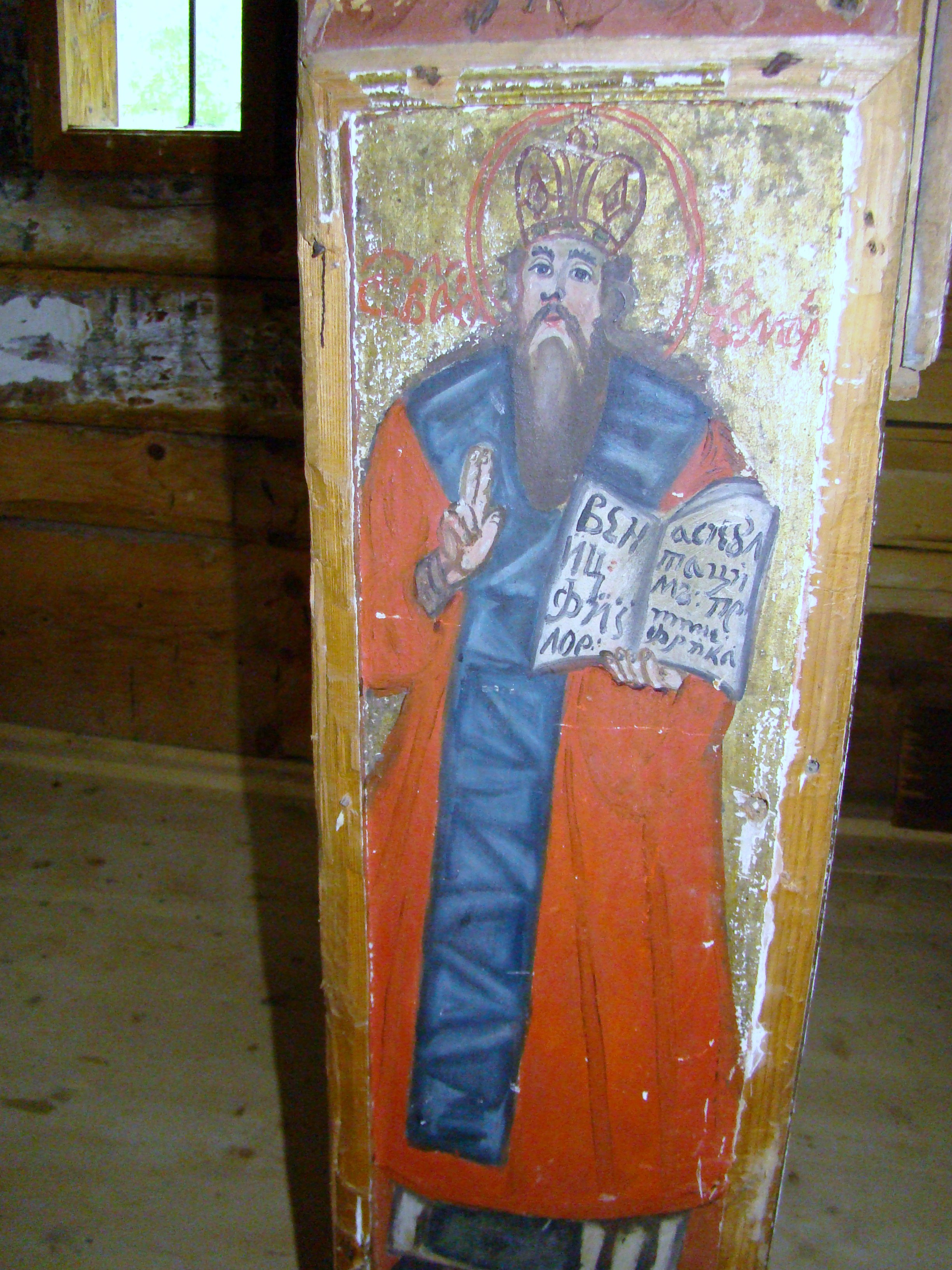
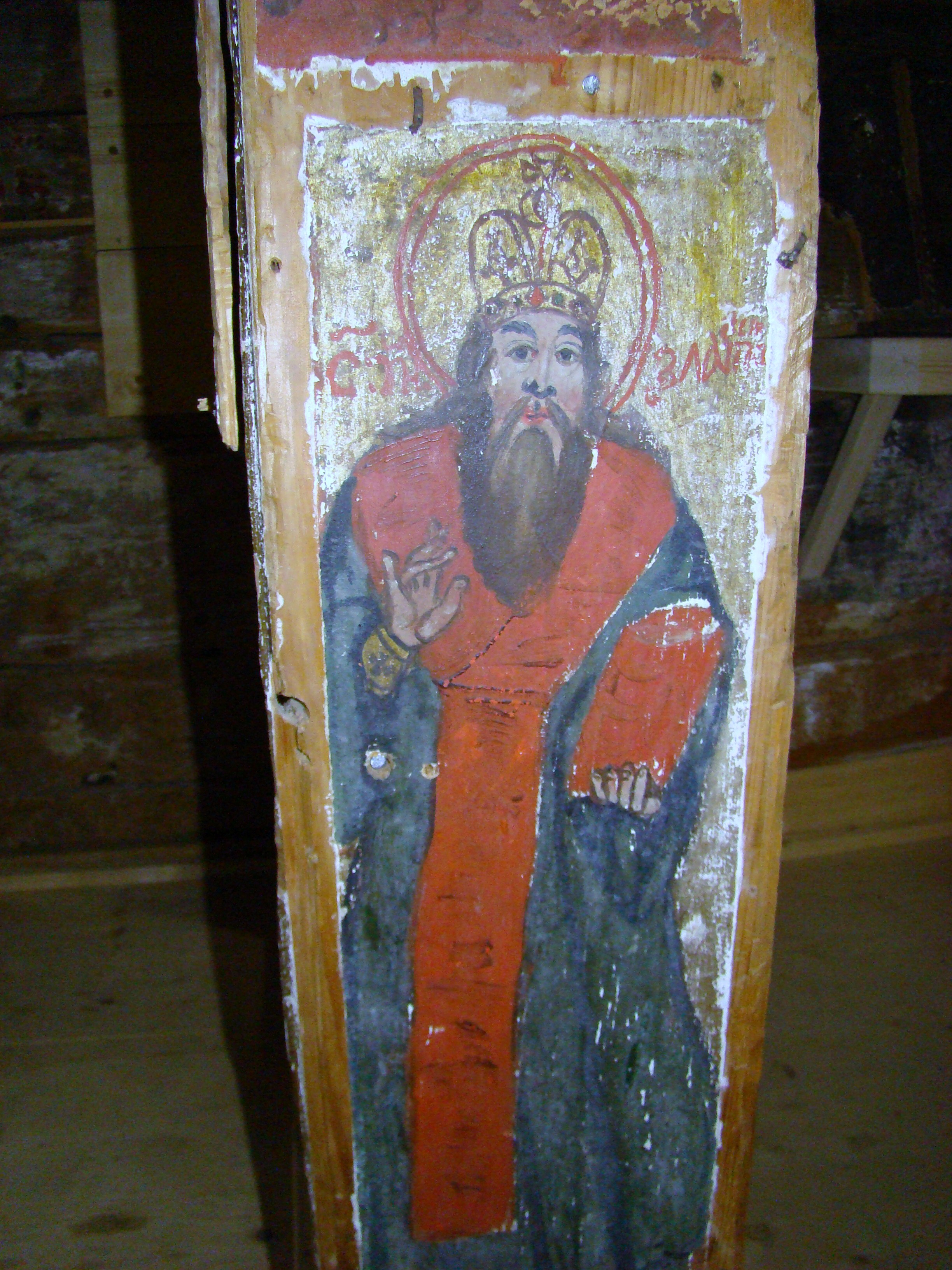
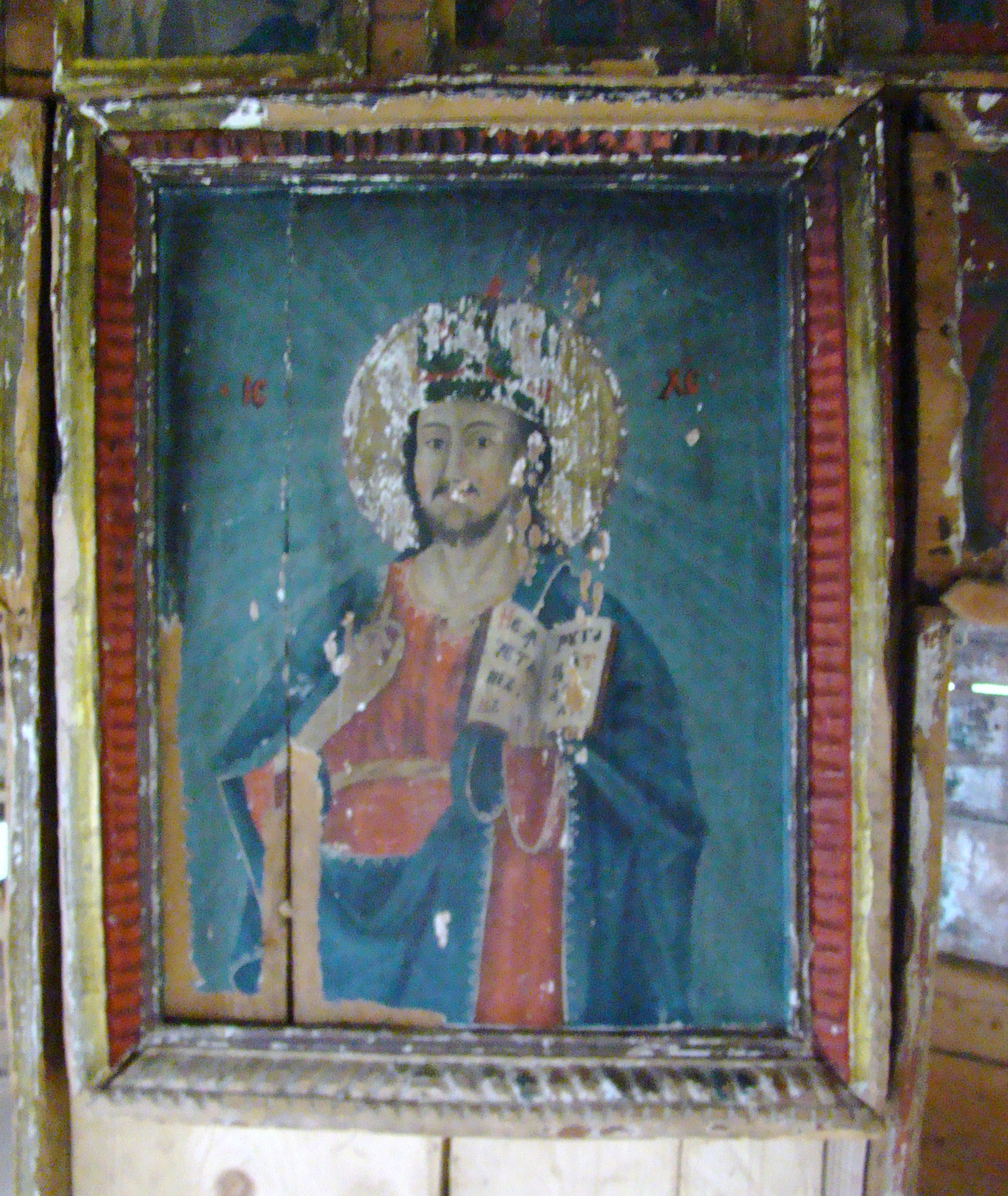
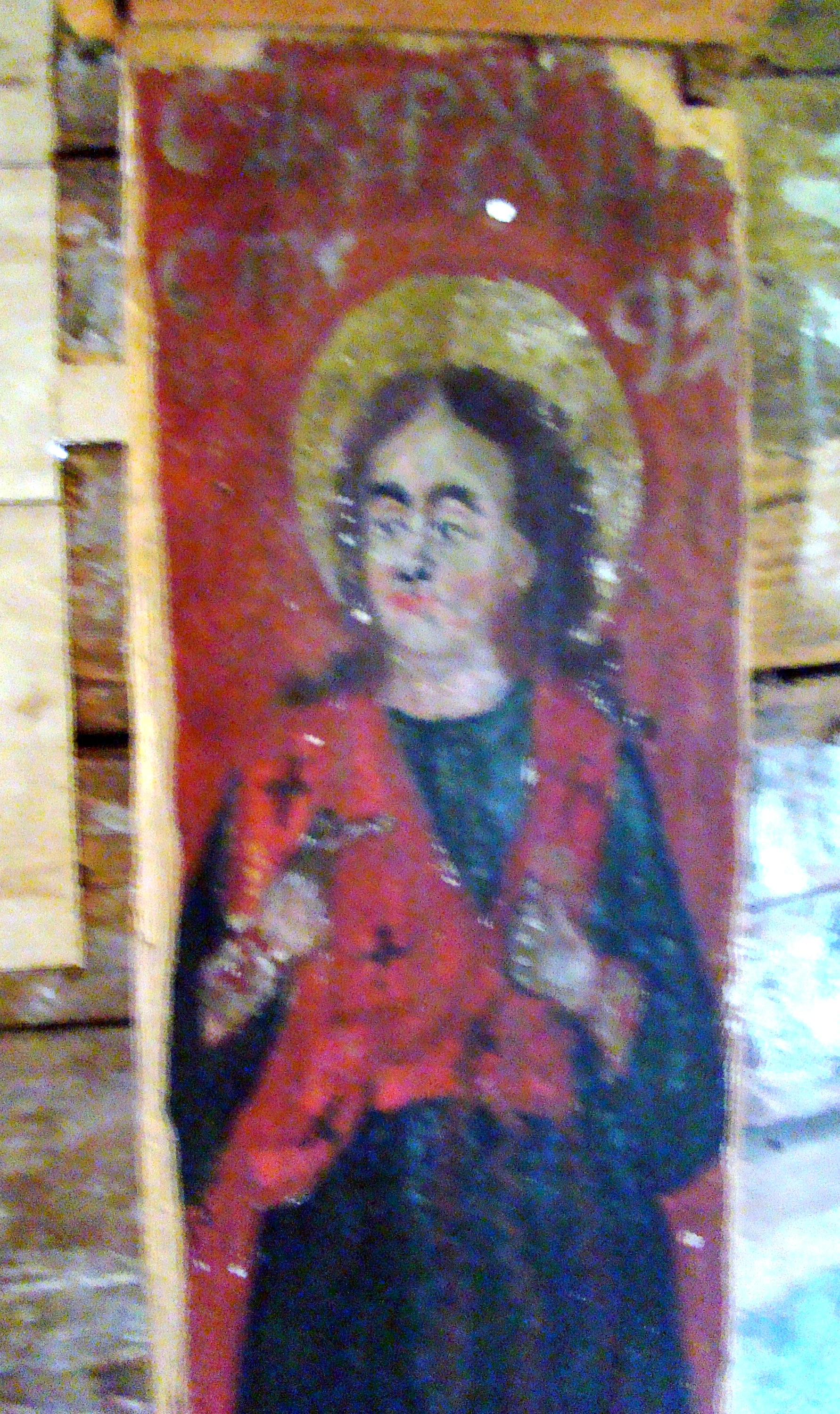
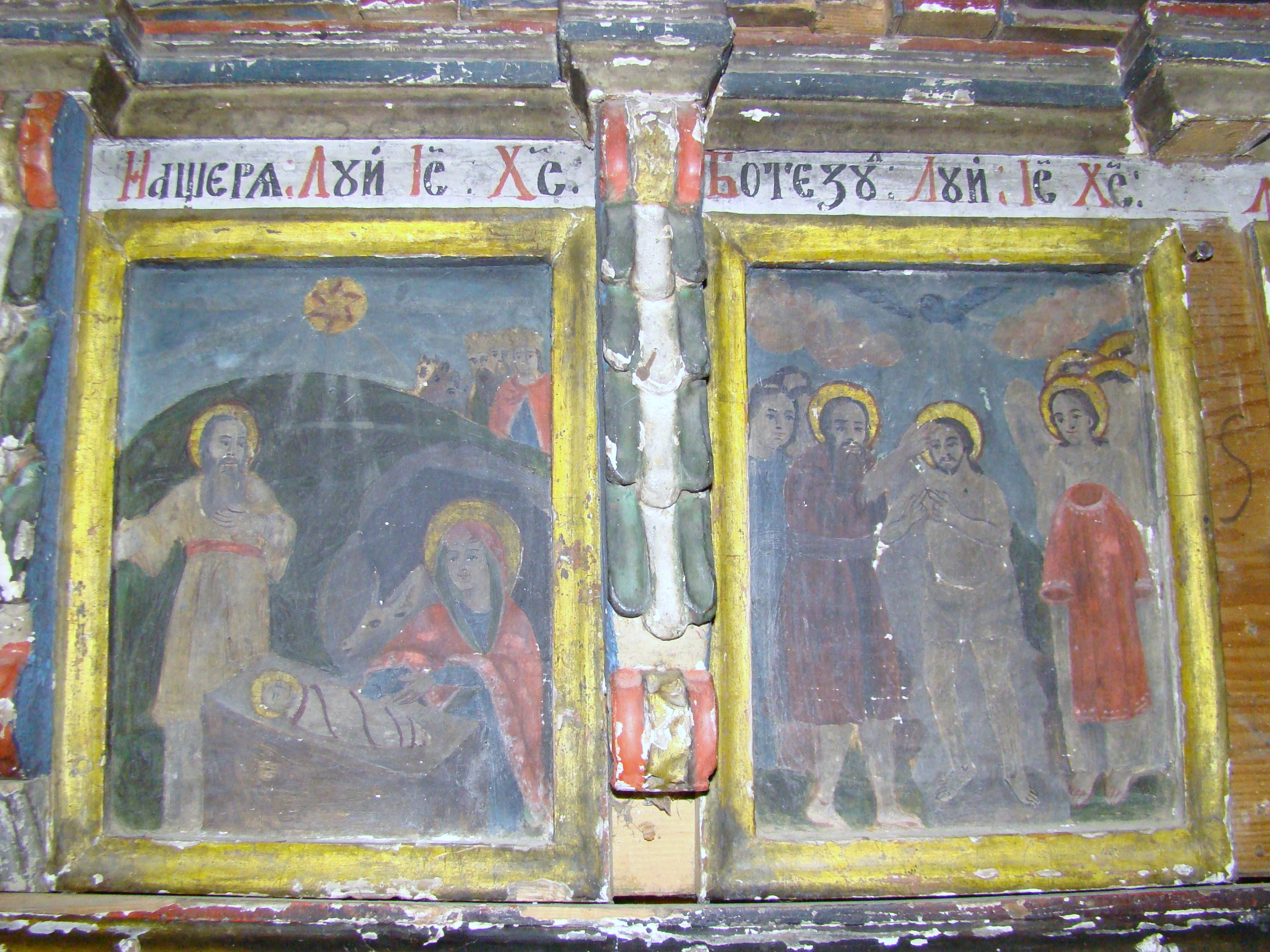
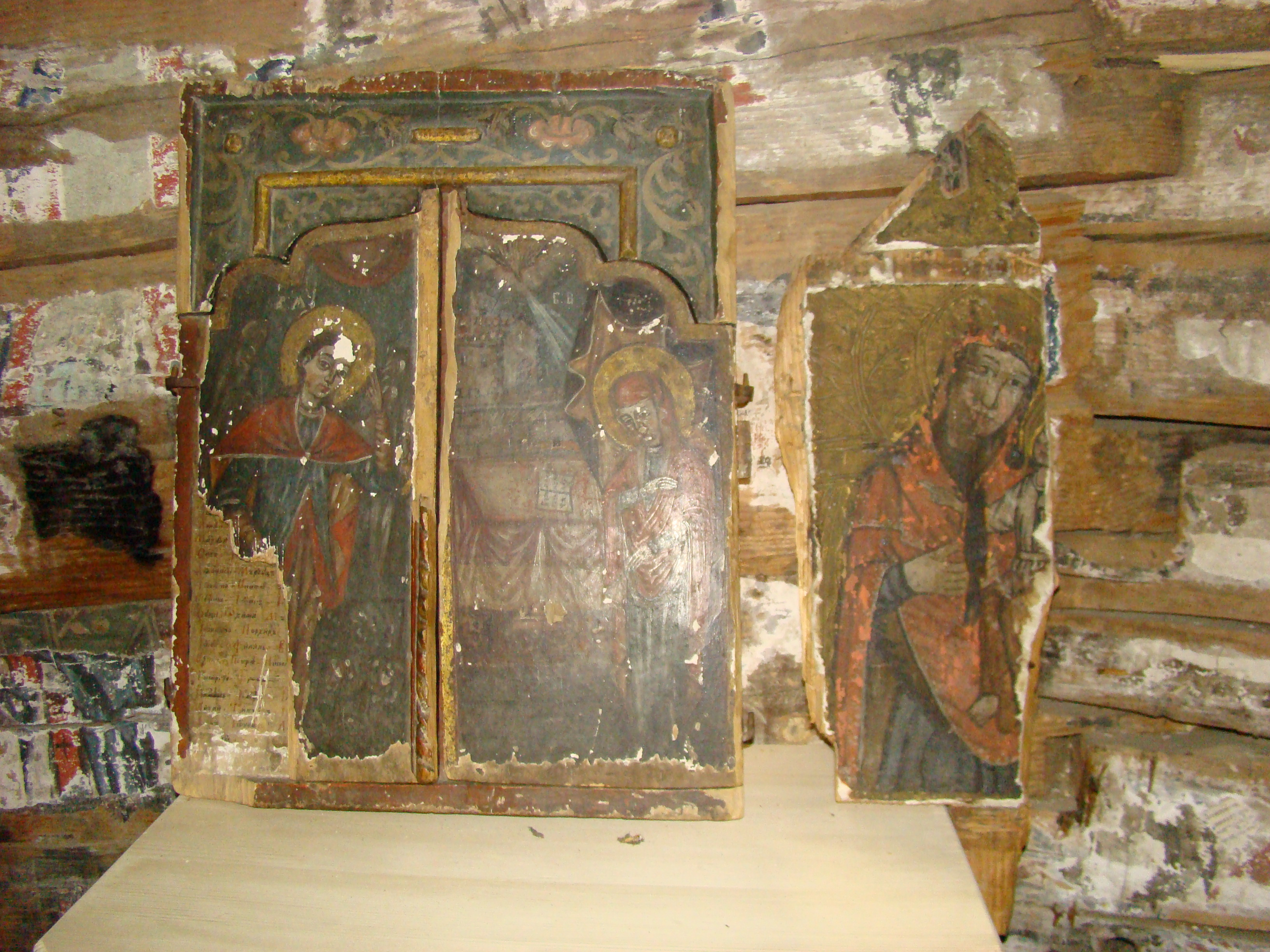
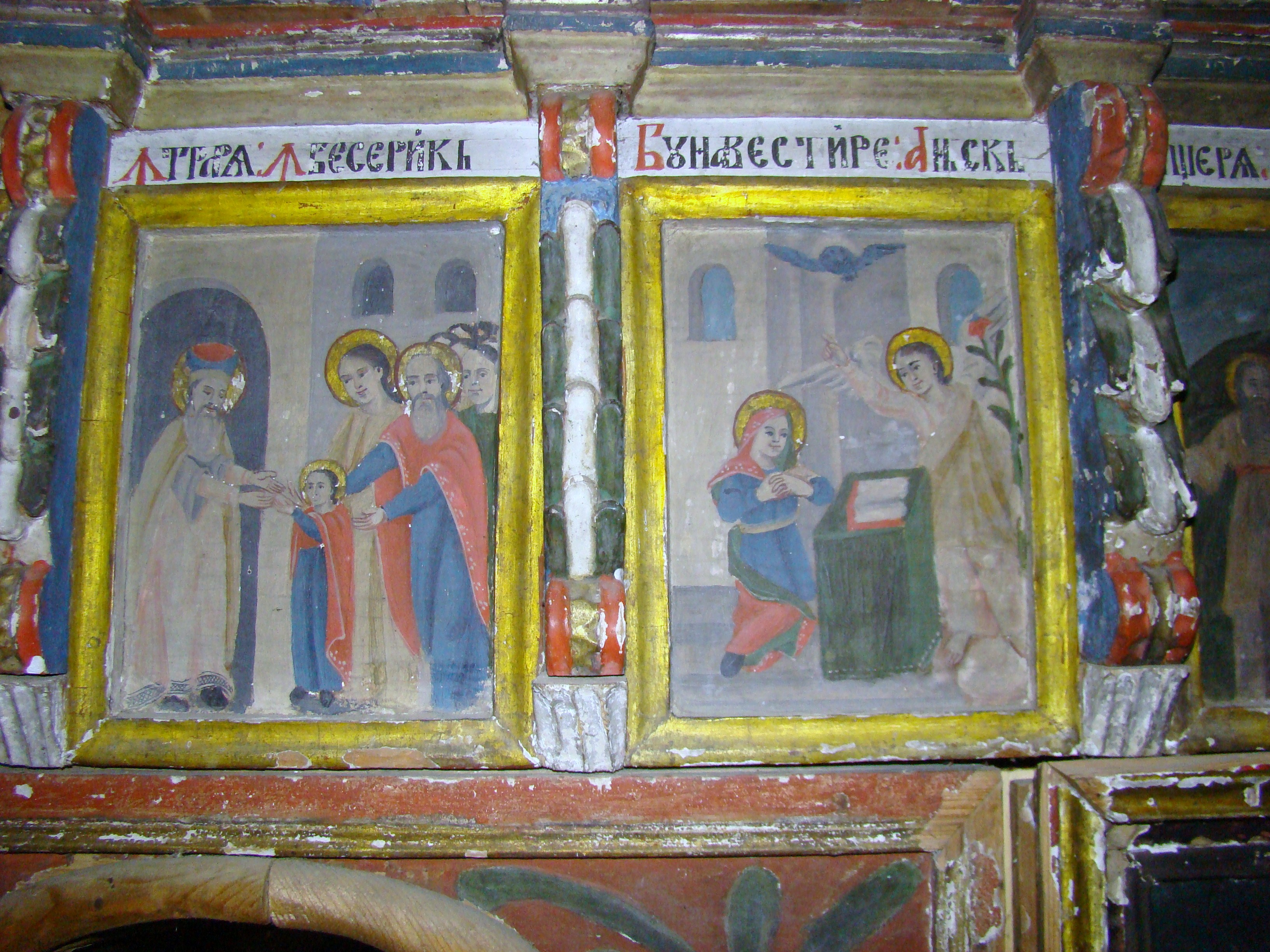
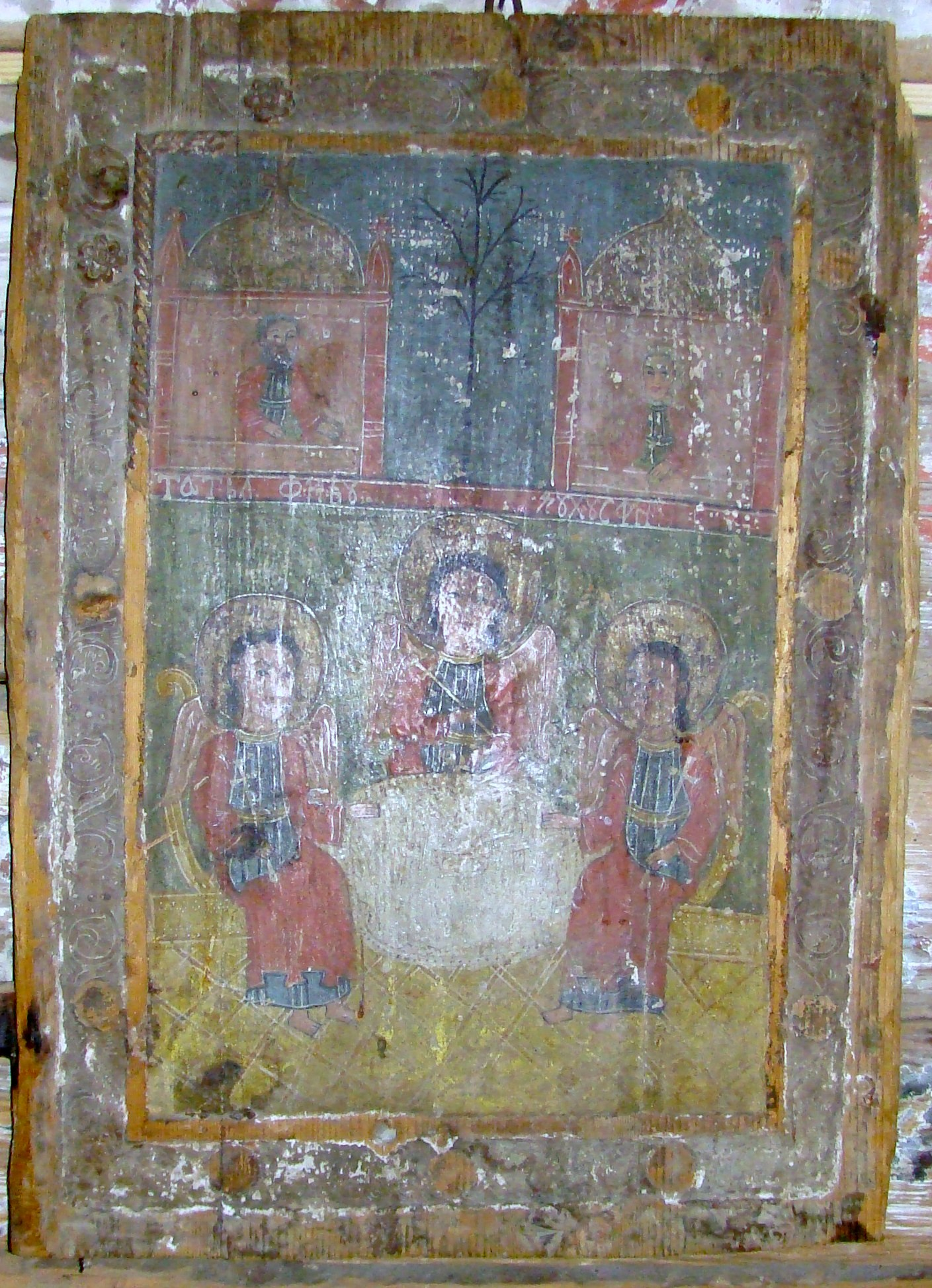
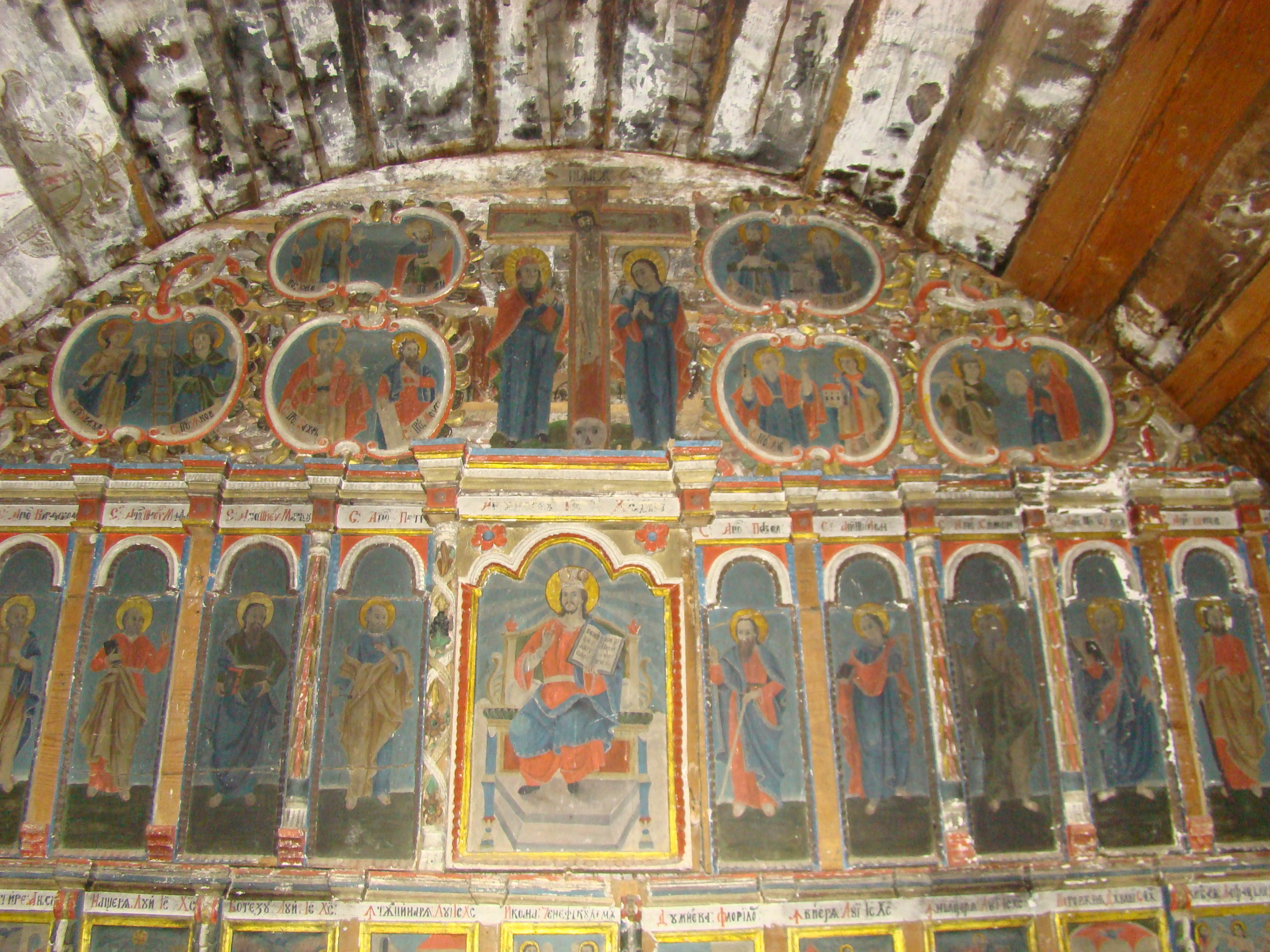
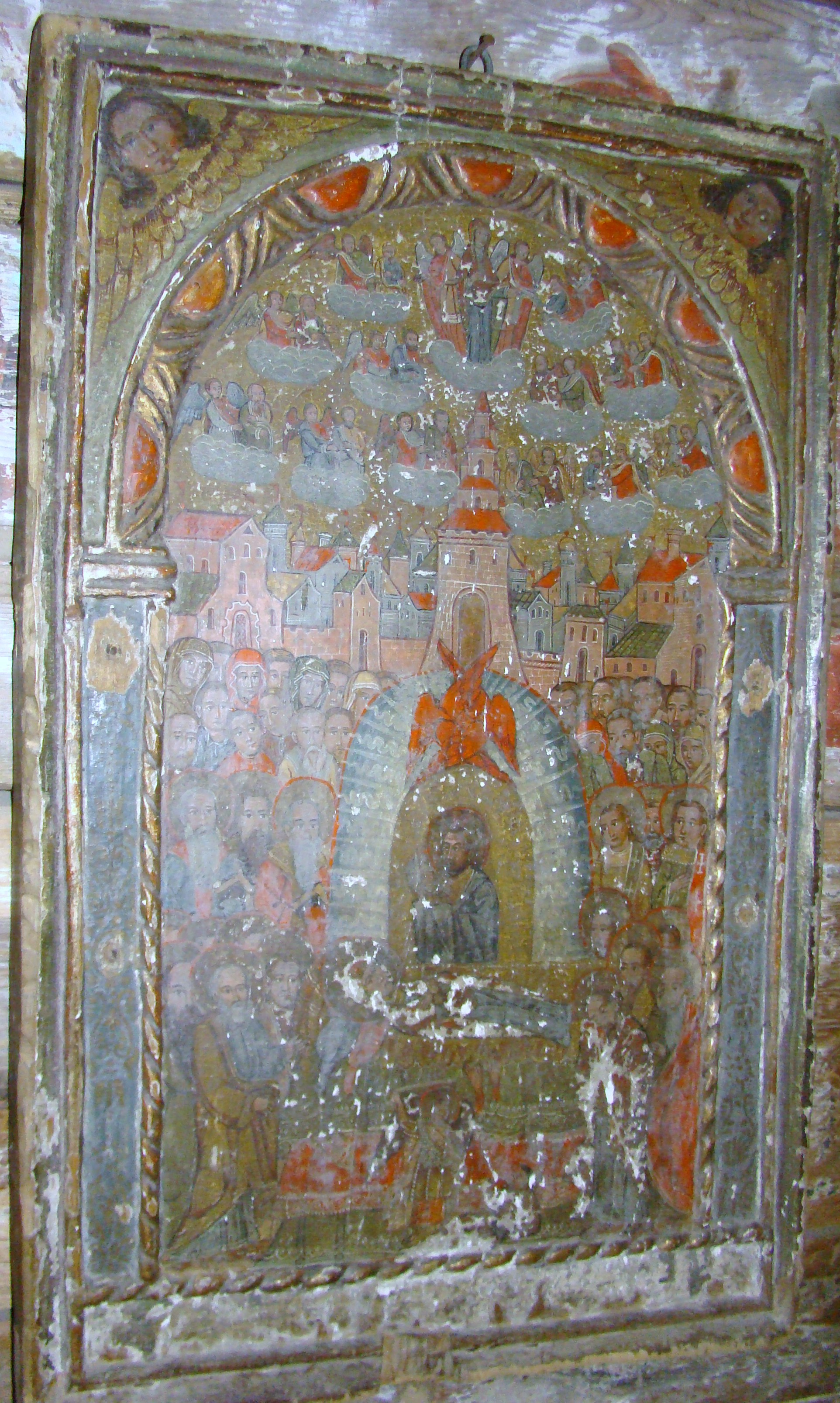
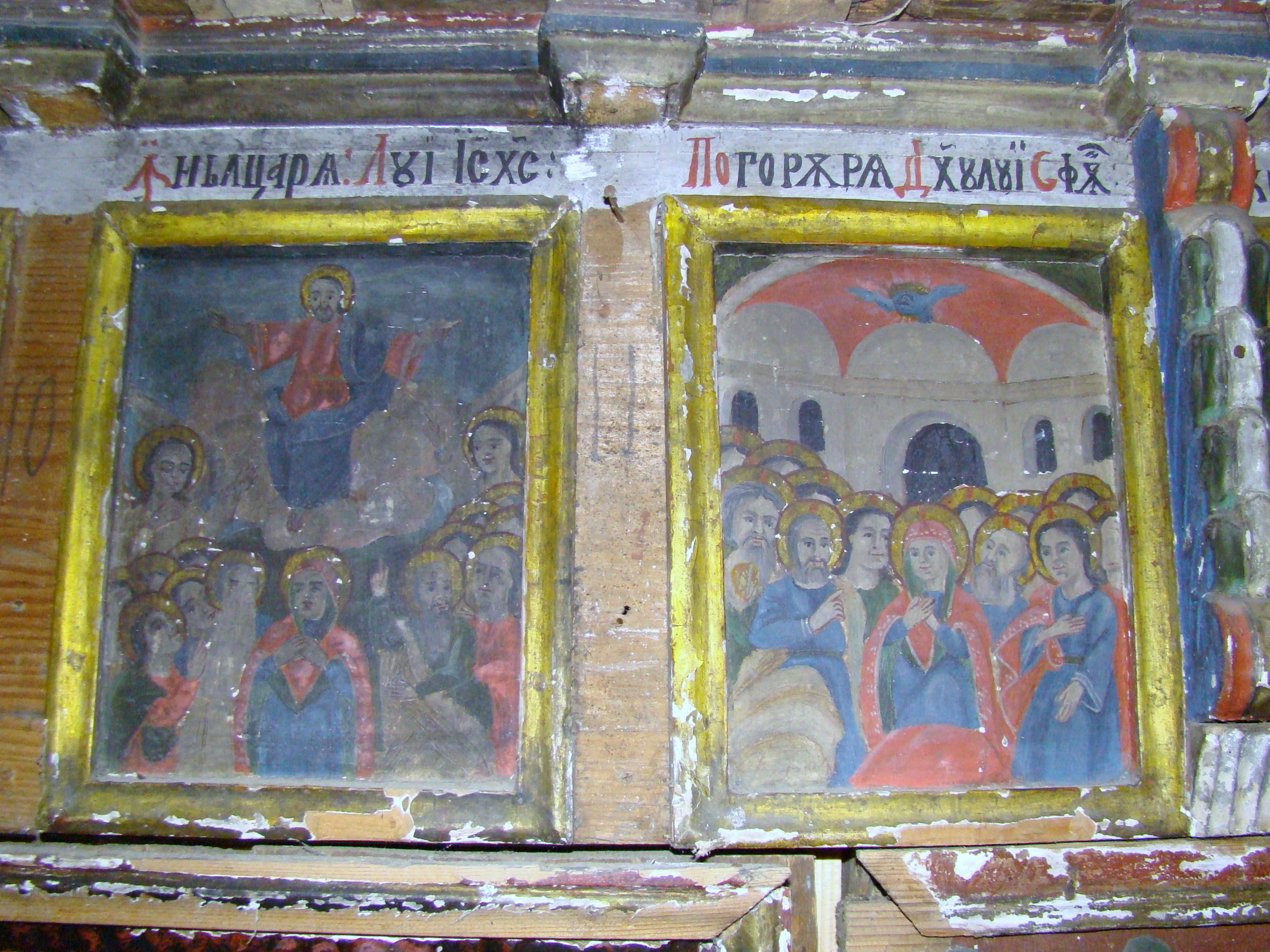
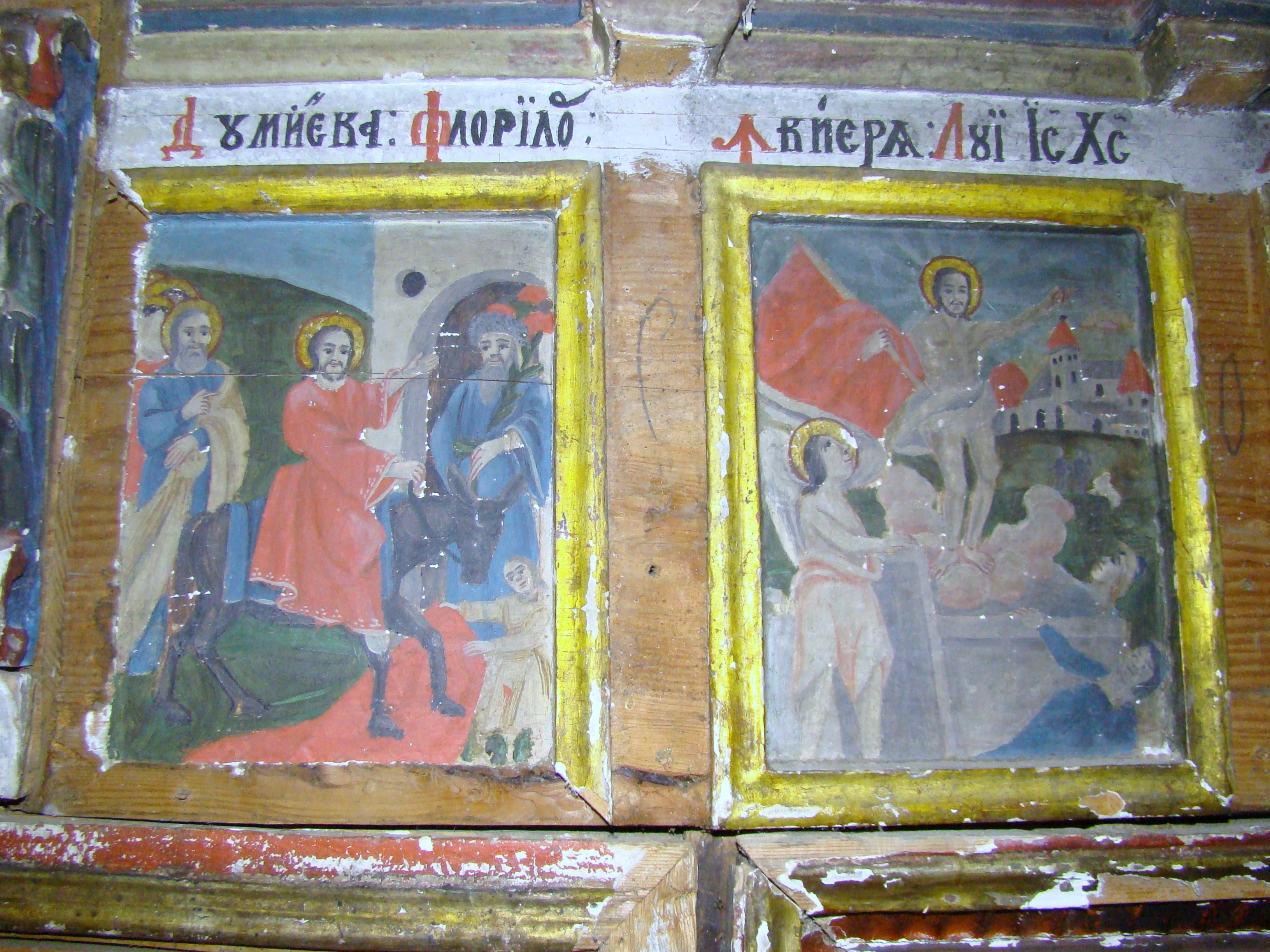
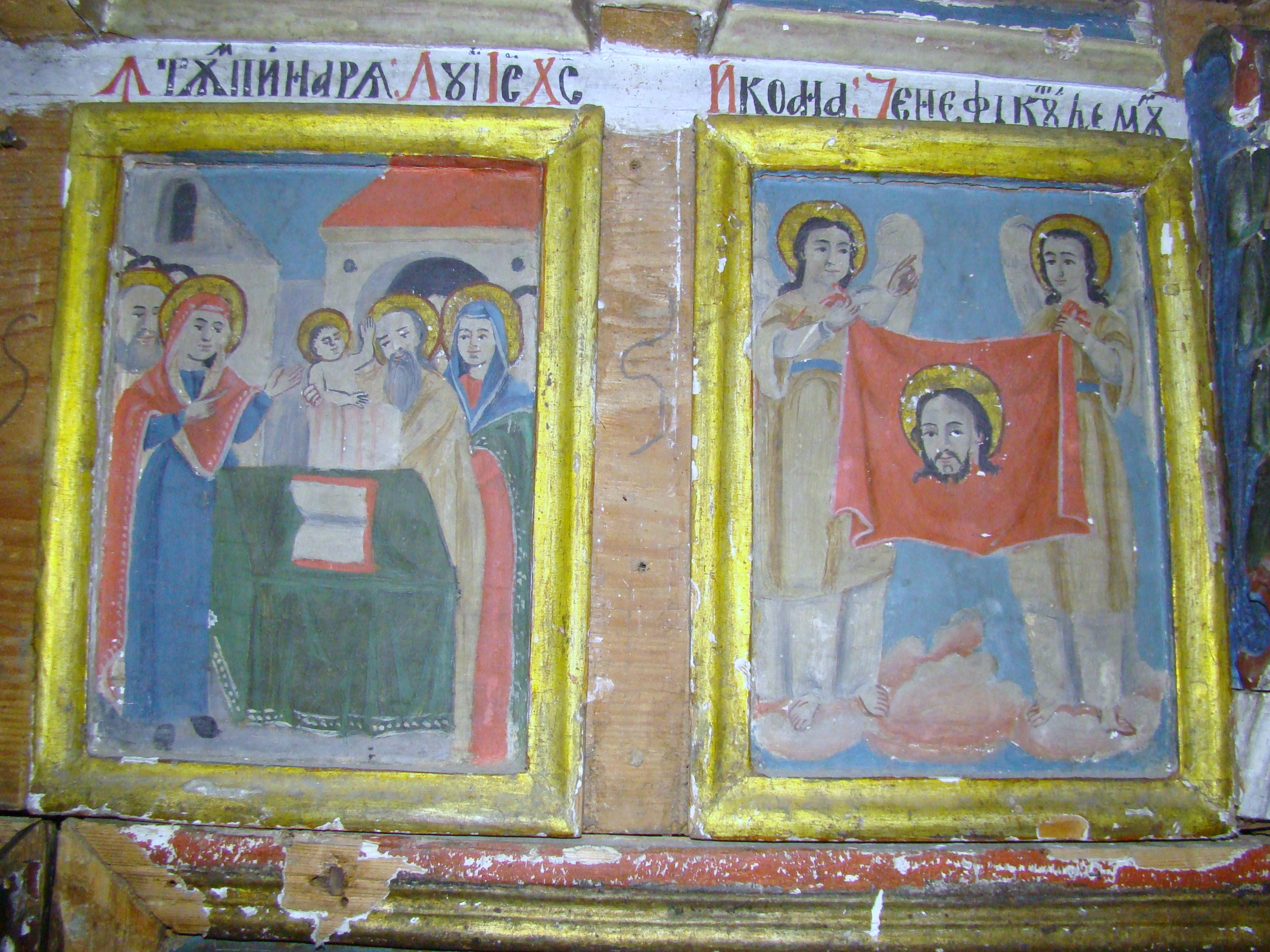
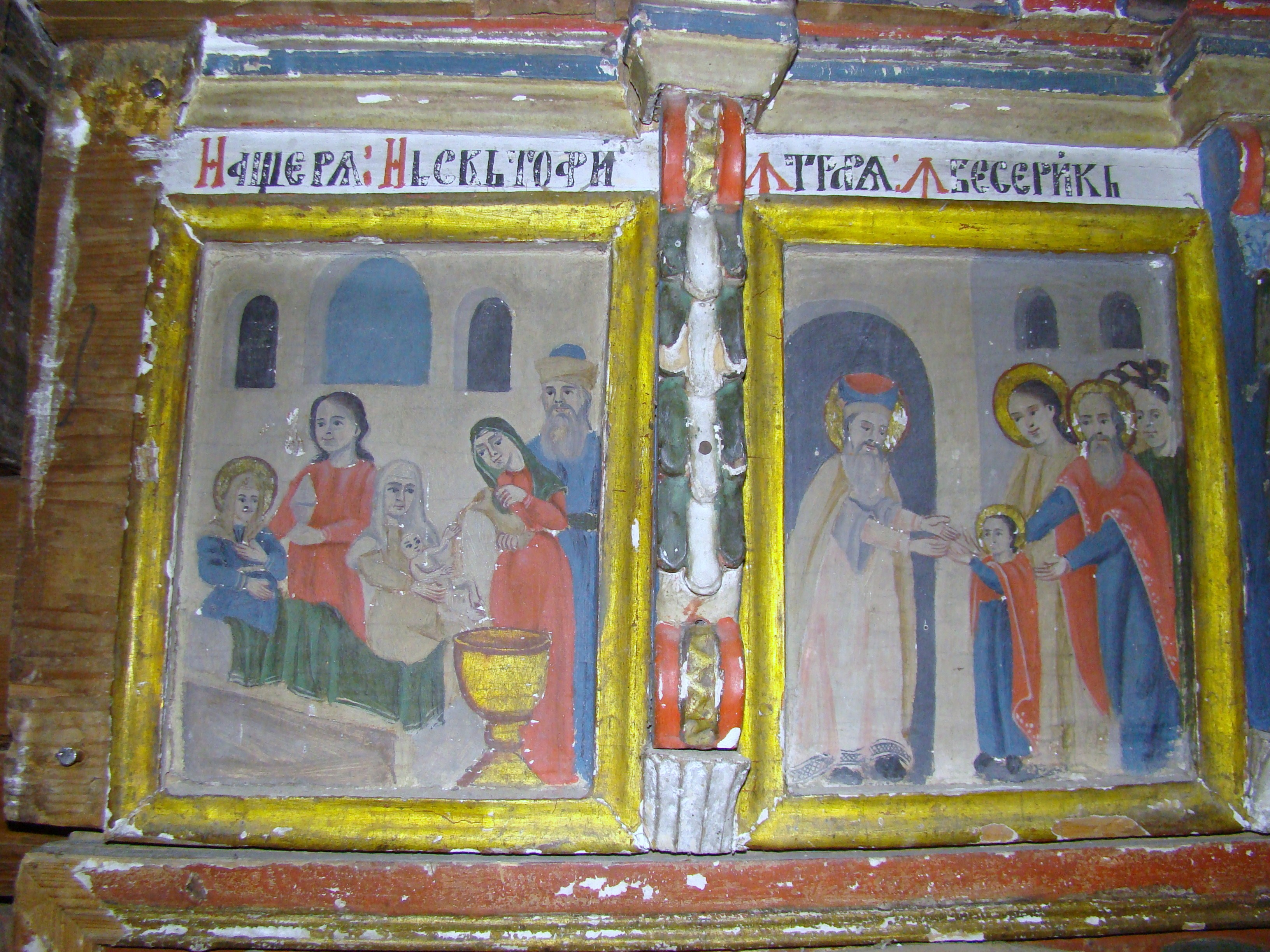
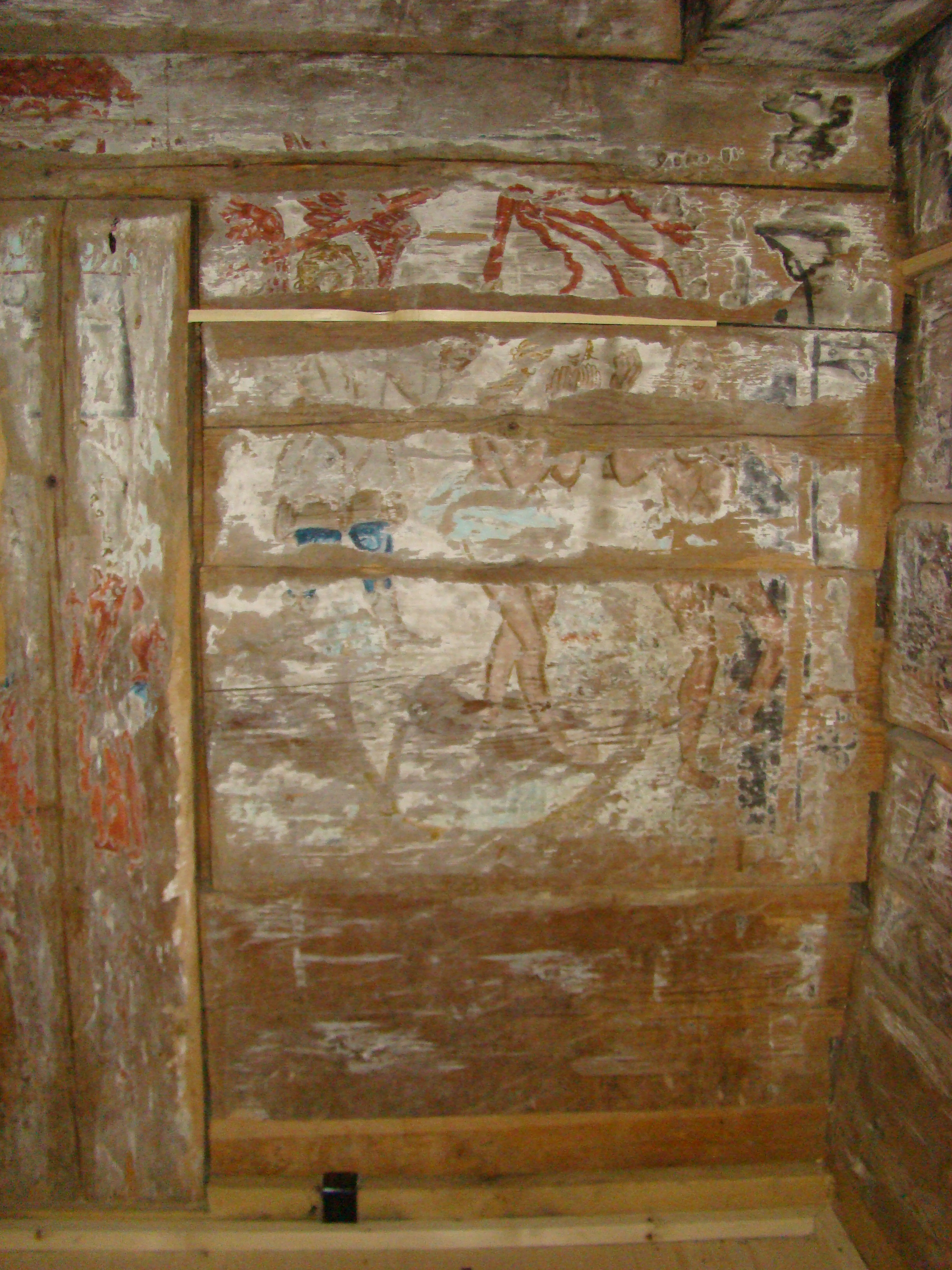
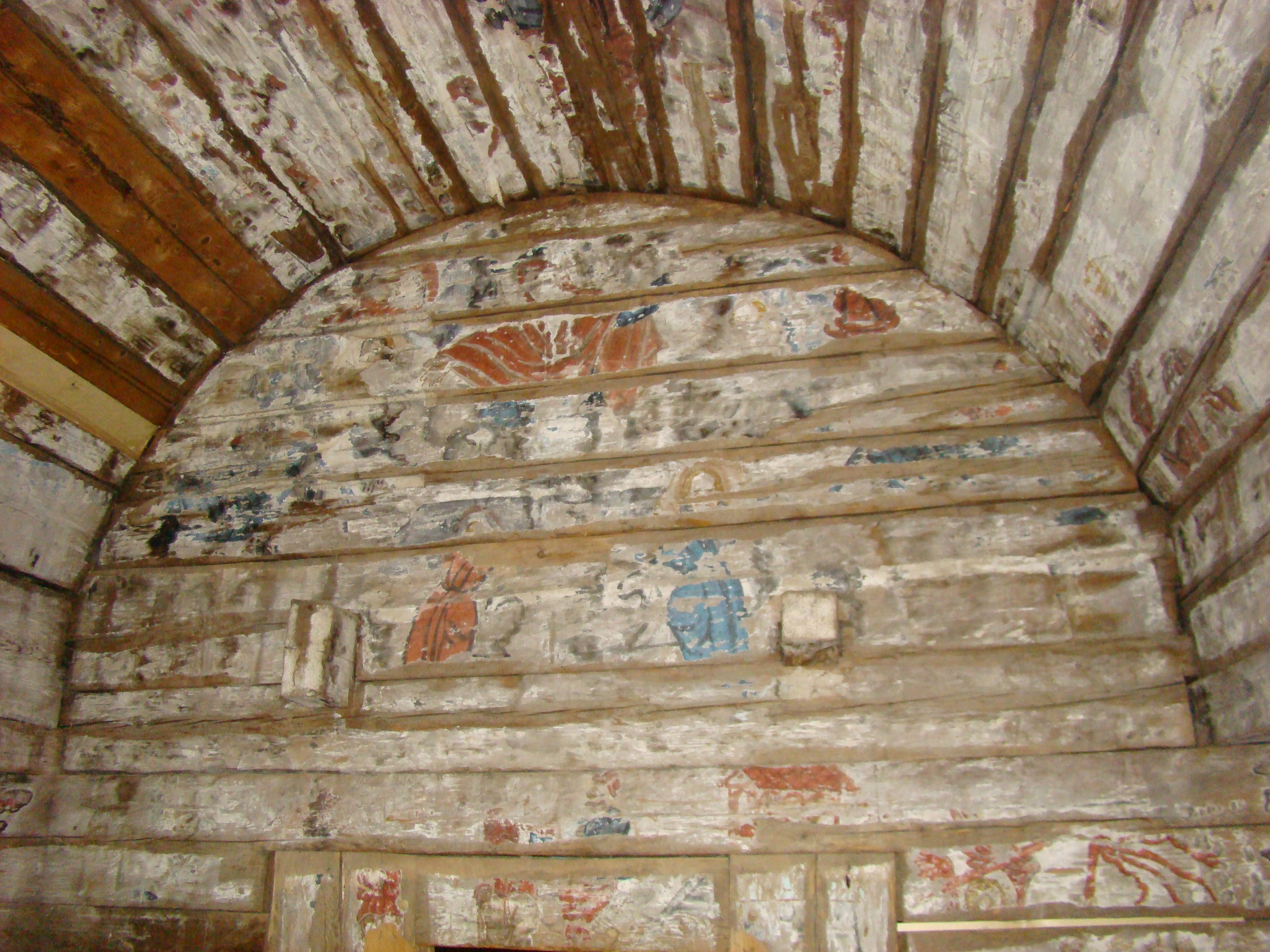
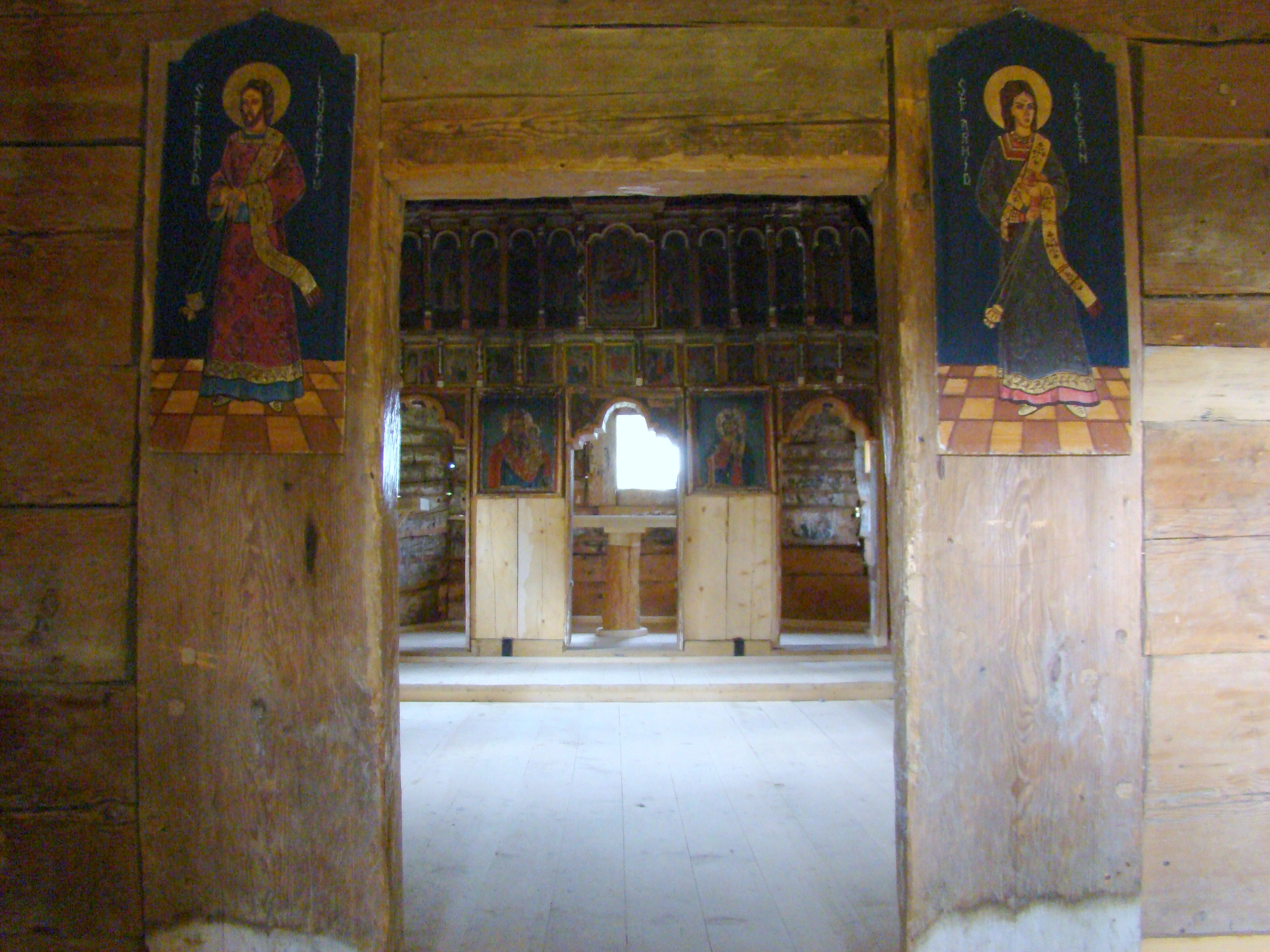
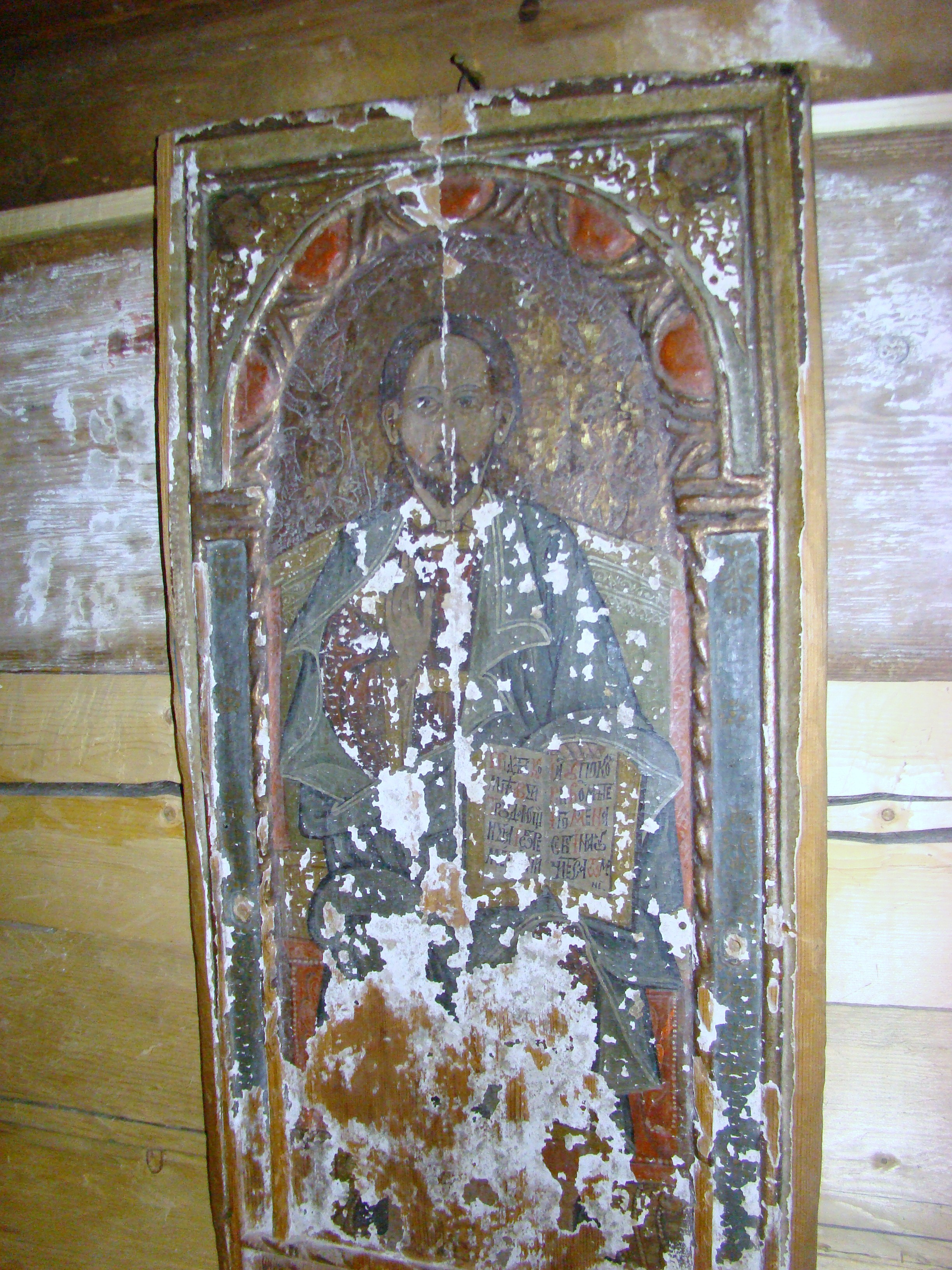
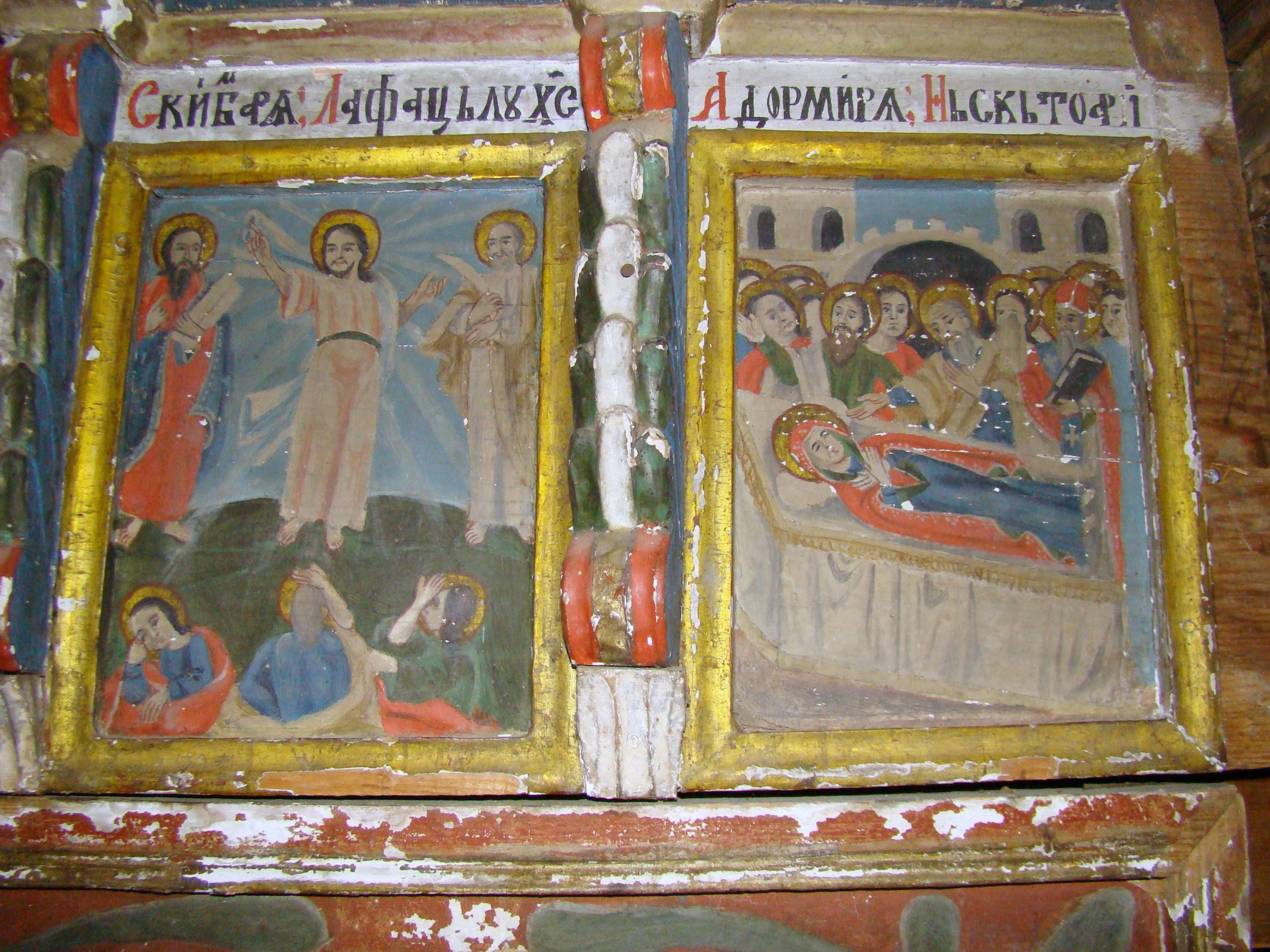

## Imagini din exterior

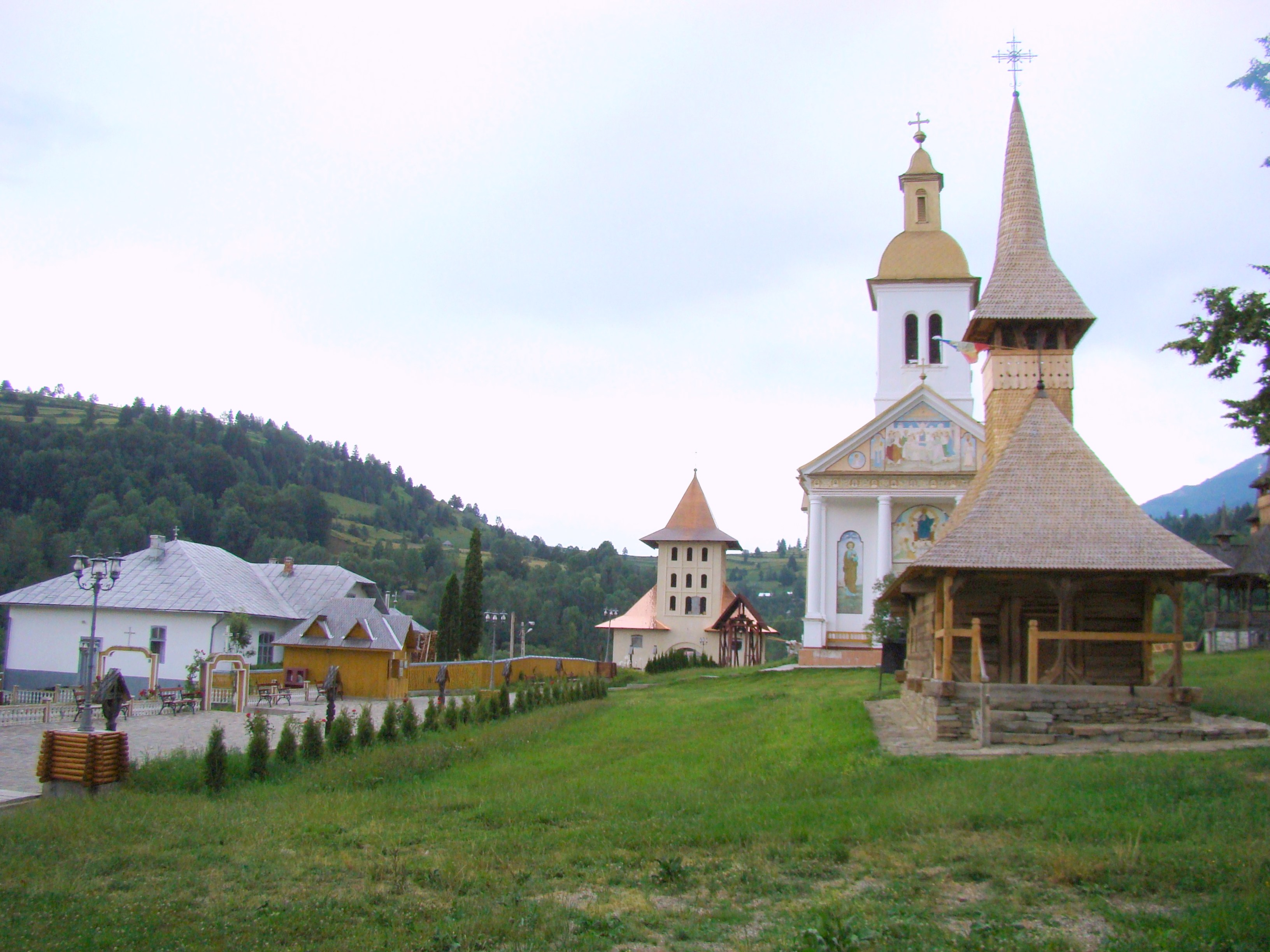
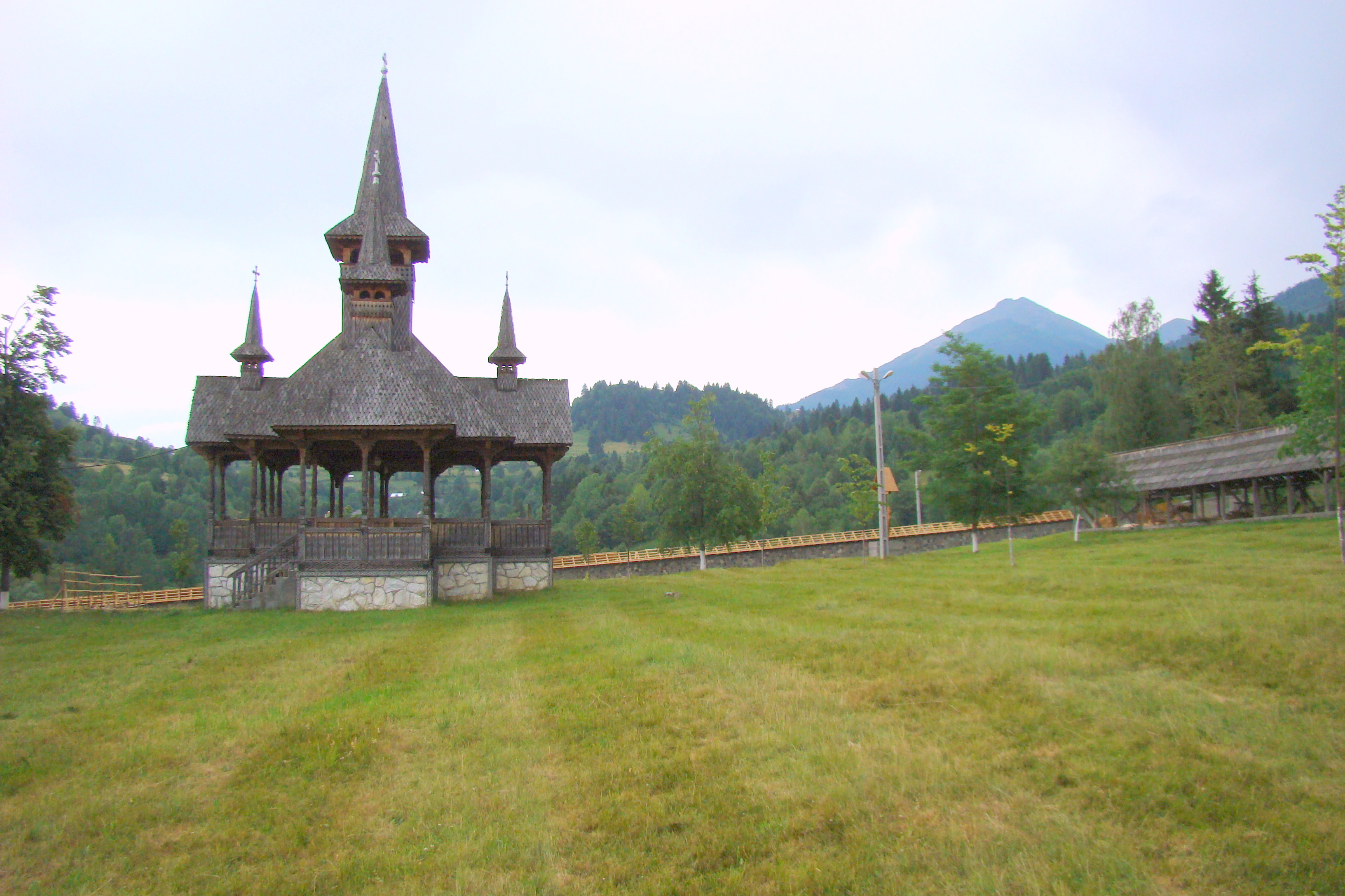
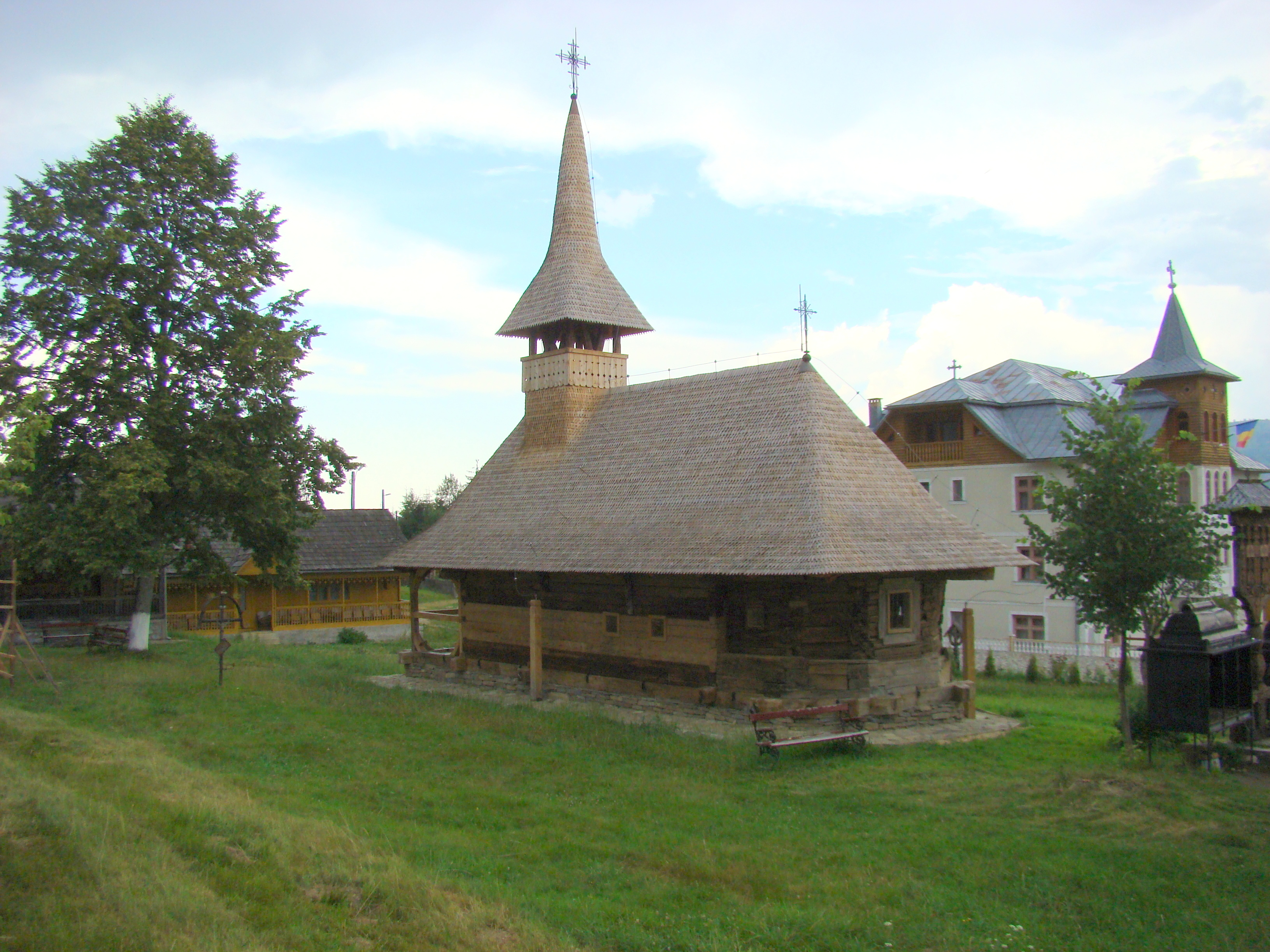
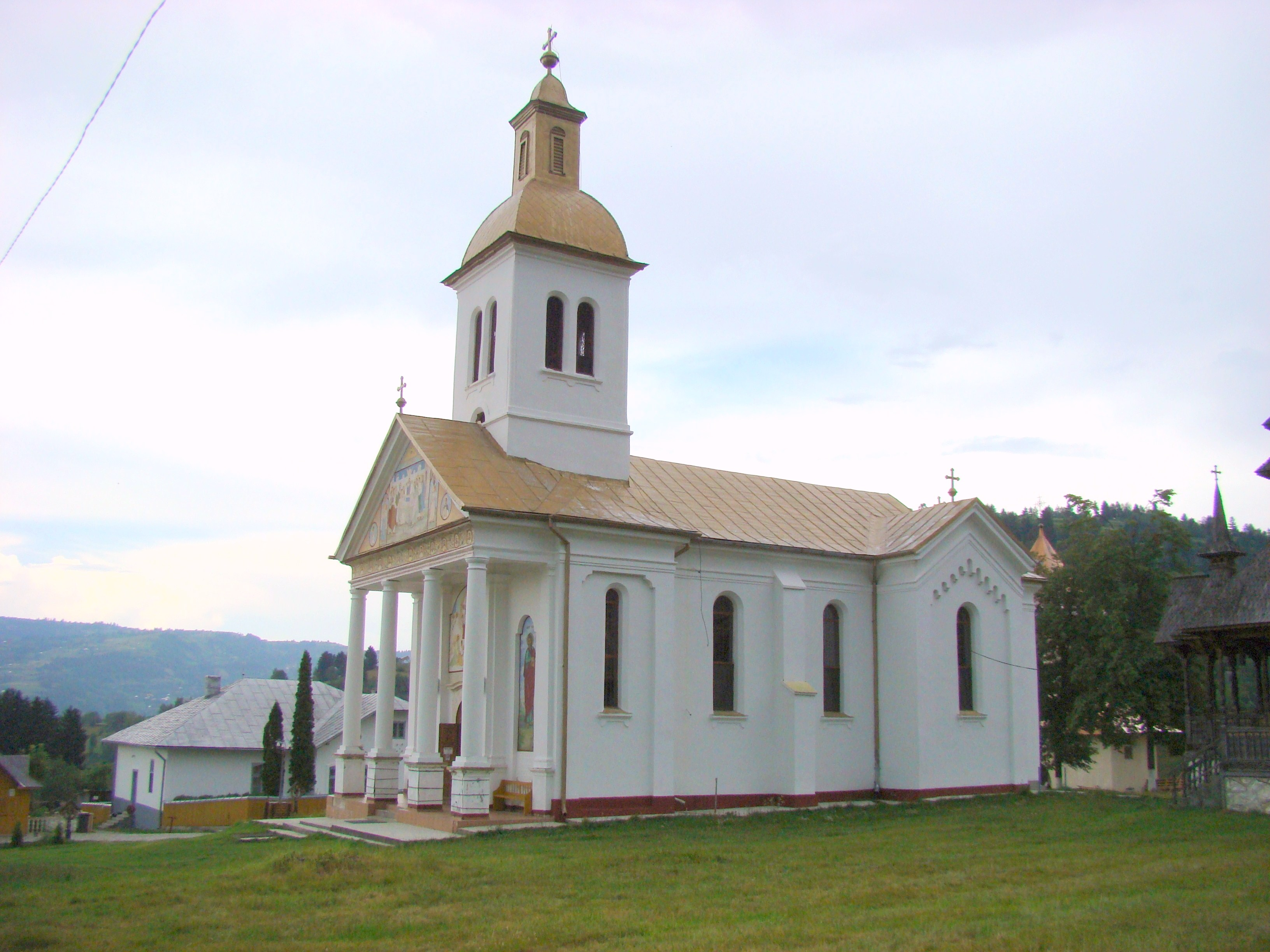
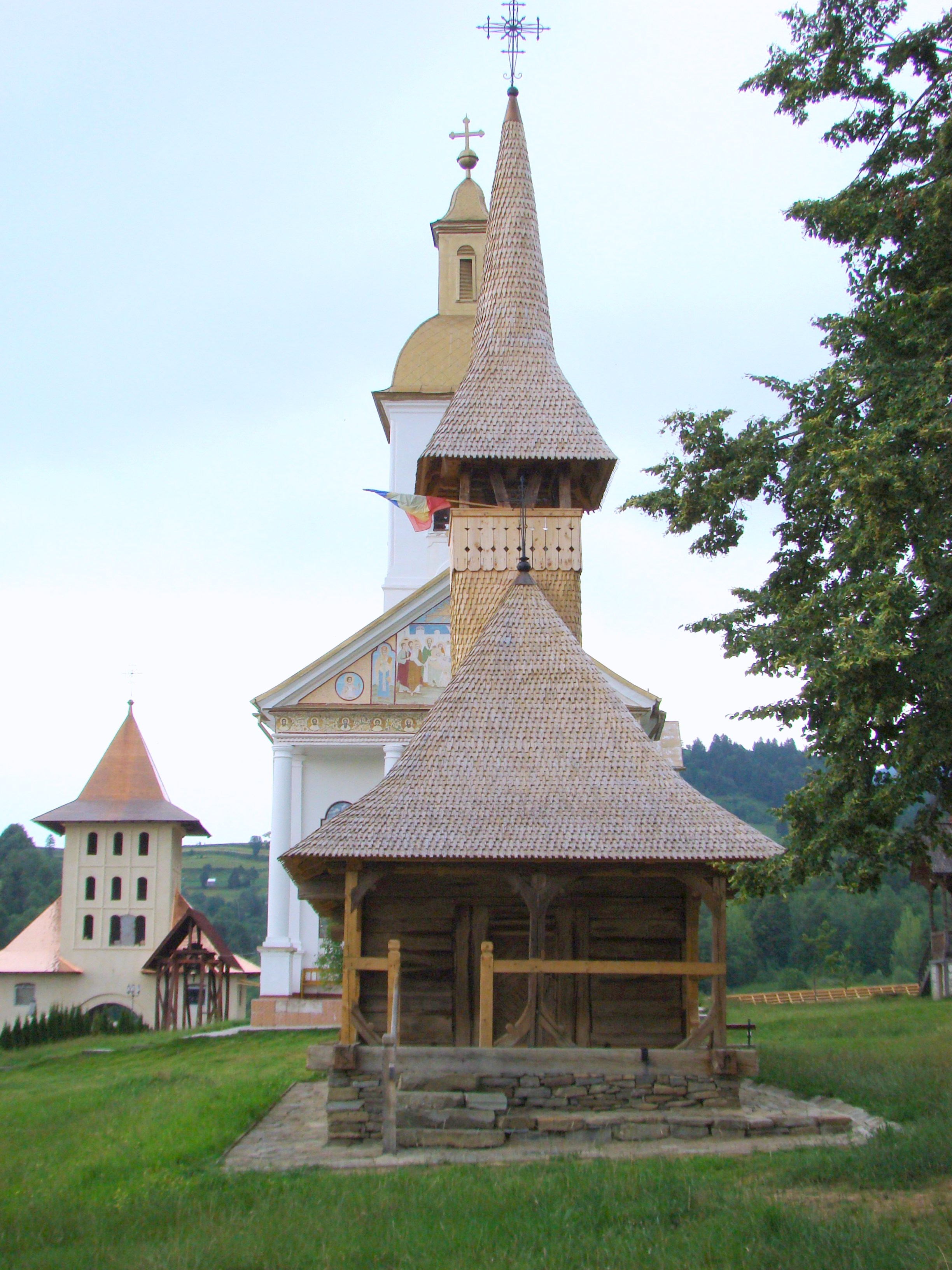
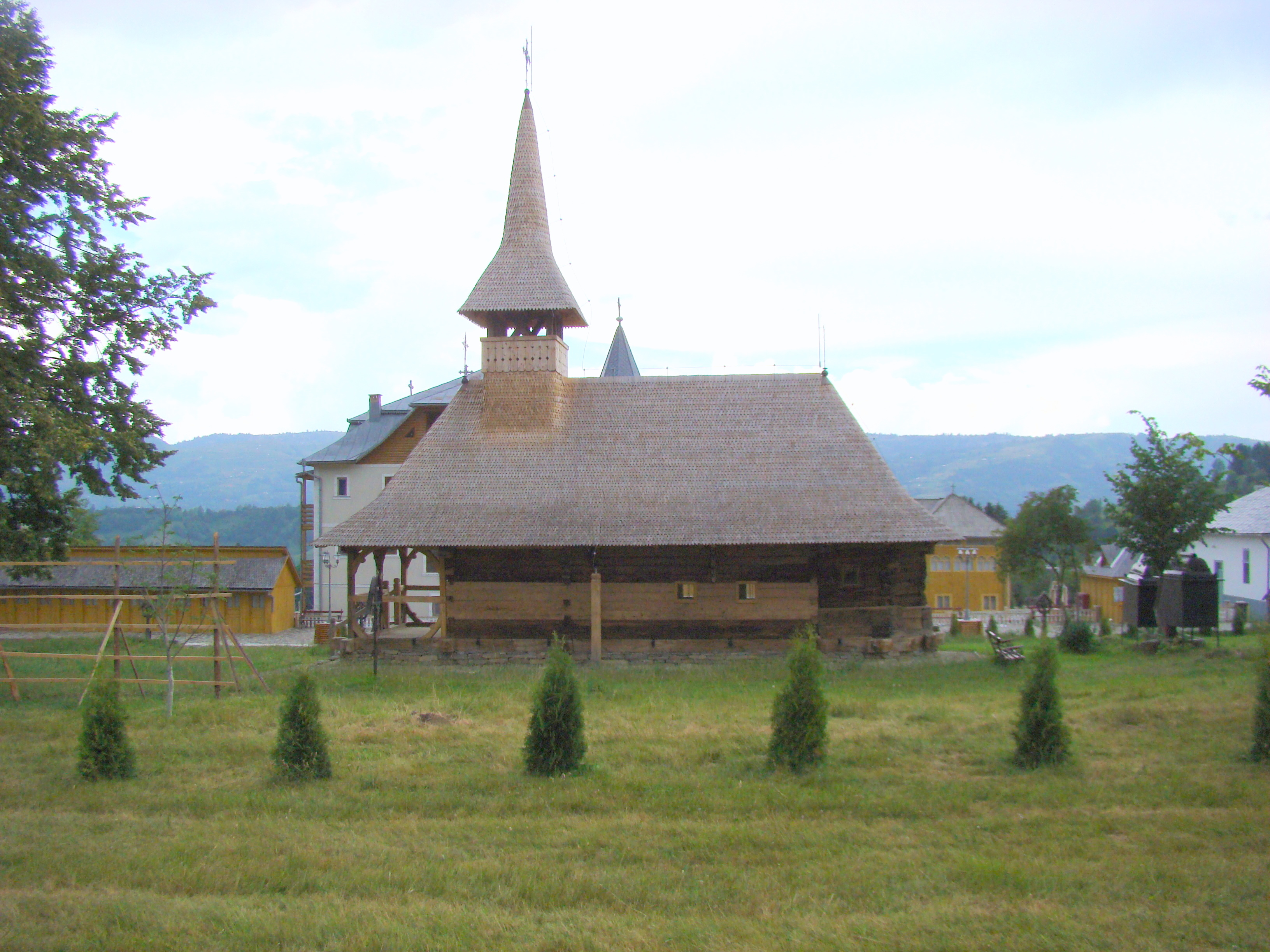